# Бібліотека всесвітньої літератури
«Бібліотека всесвітньої літератури» (рос. «Библиотека всемирной литературы») — російськомовна 200-томна книжкова серія, випущена видавництвом «Художня література» в СРСР впродовж 1967—1977 у форматі 60×84/16. Розповсюджувалась переважно за попередньою підпискою. У 1979 вийшов довідковий том-каталог. Кожний том містив вступну статтю, примітки та ілюстрації.
Рішення про видання серії було прийнято на засіданні Держкомдруку 21 грудня 1965 на пропозицію Головної редакції художньої літератури та Інституту світової літератури імені Максима Горького Академії наук СРСР. Потреба в папері складала 4 тисячі тон щорічно (папір № 1, фабрика в місті Лигатне Латвійської РСР); томи серії були надруковані на Першій зразковій типографії імені А. О. Жданова.
«Бібліотека» складалась із трьох серій:
- Серія перша (томи 1-64): «Література Стародавнього Сходу, Античного світу, Середньовіччя, Відродження, XVII та XVIII сторіч»
- Серія друга (томи 65-127): «Література XIX століття»
- Серія третя (томи 128-200): «Література XX століття»[en]

Починаючи з 2003, видається однойменна книжкова серія видавництва «Ексмо».

## Склад серії

### Серія перша

#### Стародавній схід
| Том | Тематика тому                      | Твори, що увійшли до тому |
| --- | ---------------------------------- | --- |
| 1   | Поезія та проза Стародавньго Сходу | - Стародавньоєгипетська література - Література Шумера та Вавилонії - Хетська література - Література Стародавнього Китаю - Стародавньоіндійська література - Стародавньоіранська література - Стародавньоєврейська література |
| 2   | Стародавньоіндійський епос         | - Магабгарата - Рамаяна |

#### Античність
| Том | Тематика тому         | Твори, що увійшли до тому |
| --- | --------------------- | --- |
| 3   | Гомер                 | - Іліада - Одіссея |
| 4   | Антична лірика        | - Грецька лірика: Гомер, Терпандр Лесбоський, Алкей, Сапфо, Анакреонт, Алкман, Стесіхор, Ібік, Корінна, Піндар, Вакхілід, Праксилла, Архілох, Семонід Аморгський, Гіппонакт, Каллін, Тіртей, Солон, Мімнерм Колофонський, Феогнід, Сімонід Кеоський, Ксенофан, Паррасій, Херіл, Евен Пароський, Антімах, Іон Хіоський, Іон Ефеський, Платон, Гегесіпп, Евен Аскалонський, Демодок, Кратет Фіванський, Менандр, Ерінна, Адей, Фалек, Філет Коський, Посідіпп, Теокріт, Каллімах, Геділ, Асклепіад Самоський, Александр Етолійський, Леонід Тарентський, Сіммій, Диоскорид, Аніта, Алкей Мессенський, Сімонід Магнесійський, Біон, Мосх, Антипатр Сідонський, Філодем, Мелеагр Гадарський, Архій Мітиленський, Галл, Антипатр Фессалонікський, Алфей, Руфін, Антифіл Візантійський, Онест, Автомедонт, Філіпп Фессалонікський, Аполлонід, Лоллій Басс, Лукіллій, Нікарх, Діонісій Софіст, Лукіан, Метродор, Імператор Юліан, Паллад, Феон Александрійський, Маріан Схоластик, Юліан Єгипетський, Агафій, Македоній, Павел Сіленціарій - Лірика Риму: Валерій Катулл, Квінт Горацій Флакк, Октавіан, Альбій Тібулл, Секст Проперцій, Публій Овідій Назон, Луцій Анней Сенека, Марк Валерій Марціал, Децим Магн Авсоній, Клавдій Клавдіан, Тукціан, Пентадій, Модестін, Регіан, Ліндін, Флор, Тіберіан, Сульпіцій Луперк Сервасій молодший, Луксорій, Вітал |
| 5   | Антична драма         | - Есхіл. Перси. Прометей закутий - Софокл. Цар Едіп. Антігона - Евріпід. Медея. Гіпполіт - Арістофан. Хмари. Мир - Менандр. Відлюдник - Плавт. Два Менехма - Теренцій. Брати - Сенека. Октавія |
| 6   | Вергілій Марон Публій | - Буколіки - Георгіки - Енеїда |
| 7   | Античний роман        | - Ахіл Татій. Левкіппа та Клітофонт - Лонг. Дафніс і Хлоя - Петроній. Сатирикон - Апулей. Метаморфози, або Золотий осел |

#### Середньовіччя, Відродження, XVII століття
| Том | Тематика тому                                           | Твори, що увійшли до тому |
| --- | ------------------------------------------------------- | --- |
| 8   | Ісландські саги. Ірландський епос                       | - Ісландські саги: - Сага про Ґіслі - Про Аудуна із Західних Фіордів - Сага про гренландців - Сага про Еріка Рудого - Сага про Торстейна Мороза - Сага про Торстейна Битого - Сага про Храфнкеля Годі Фрейра - Сага про Ньяла - Сага про Хьорда та острів'ян - Сага про Гуннлауга Зміїного Язика - Казка про ісландця-оповідника - Казка про Халльдора, сина Сноррі ІІ - Ірландський епос: - Героїчні саги - Вигнання синів Уснеха - Недуга Уладів - Повість про свиню Мак Дато - Народження Кухуліна - Сватання до Емер - Викрадення бугая з Кулнья (фрагменти) - Хвороба Кухуліна - Смерть Кухуліна - Фантастичні саги - Зникнення Кондли Прекрасного, сина Конна Ста Битв - Плавання Брана - Повість про Байле, Сина Доброї Слави - Кохання до Етайн - Смерть Муйрхертахаб сина Ерк - Пригоди Кормака у країні обітованій - Плавання Майль-Дуйна - Переслідування Діармайда та Грайне |
| 9   | Європейська героїчна поезія                             | - Беовульф - Старша Едда - Пісня про Нібелунгів |
| 10  | Французький та іспанський епос                          | - Пісня про Роланда - Коронація Людовика - Німський віз - Пісня про Сіда - Романсеро |
| 11  | Пісні південних слов'ян                                 | - Міфологічні пісні - Юнацькі пісні - Гайдуцькі пісні - Балади |
| 12  | Карело-фінський епос                                    | - Калевала |
| 13  | Героїчний епос народів СРСР. Том 1                      | - Билини - Урал-батир (башкирський епос) - Гесер (бурятський епос) - Осетинські сказання про нартів - Адигейські сказання про партів - Балкаро-карачаєвські сказання про партів - Абхазські сказання про нартів - Джангар (калмицький епос) - Карельські руни - Мьоге Баян-Тоолай (тувинський епос) - Нюргун Боотур Стрімкий (якутський епос) - Алтай-Буучай (алтайський епос) - Албинжі (хакаський епос) |
| 14  | Героїчний епос народів СРСР. Том 2                      | - Українські думи - Алпамиш (узбецький епос) - Сорок дівчат (каракалпацький епос) - Кобланди-батир (казахський епос) - Аміраніані (грузинський епос) - Сказання про Арсена (грузинська народна поема) - Керогли (азербайджанський епос) - Молдавсикий епос - Лачплесис (латиський епос) - Манас (киргизський епос) - Гуруглі (таджицький епос) - Давід Сасунський (вірменський епос) - Гьорогли (туркменський епос) - Калевіпоеґ (естонський епос) |
| 15  | Ізборник (збірка творів літератури Давньої Русі)        | - Перше трьохсотріччя: - Повість временних літ - Житіє Феодосія Печерського - Повчання Володимира Мономаха - Девгенієве діяння - Слово о полку Ігоревім - Давньоруські збірки афоризмів - Моленіє Данила Заточника - Олександрія - Повість про взяття Царьграду хрестоносцями - Києво-Печерський патерик - Слово про погибель Руської землі - Житіє Олександра Невського - Повість про розорення Рязані Батиєм; Сказання про Індійське царство - Сказання про Соломона та Кітовраса - Настанова тверського єпископа Сімеона - 300 років московської літератури: - Задонщина - Лист Єпіфанія Премудрого до Кирила Тверського - Повість про подорож Йоана Новгородського на бісі - Життя Михайла Клопського - Сказання про Дракулу воєводу - Повість про Басарга - Повість про Петра і Февронію Муромських - Спір життя зі смертю - Перше послання Івана Грозного А. М. Курбському - Послання Івана Грозного Василю Грязному - Андрій Курбський. Історія про великого князя Московського - Повість про похід Івана IV на Новгород у 1570 році - Переламне сторіччя: - Сказання Авраамія Паліцина - Легендарна переписка Івана Грозного з турецьким султаном - Повість про Бову королевича - Повість про Ульянію Осоргіну - Повість про Азовське осадне сидіння донських козаків - Урядник Соколиного шляху - Лист царя Олексія Михайловича А. Л. Ордину-Нащокіну - Сказання про вбивство Данили Суздальського та про заснування Москви - Повість про Йоржа Йоржовича - Суд Шемякін - Сказання про розкішне життя та веселощі - Слово про бражника, како вніде до раю - Повесть о Горе-Злочастии - Повість про Савву Грудцину - Життя протопопа Аввакума - Повість про Тверський Отроч монастир - Переписка Чигиринських козаків з турецьким султаном - Повість про Фрола Скобеєва |
| 16  | Класична поезія Індії, Китаю, Кореї, В'єтнаму, Японії   | - Індія: поезія на санскриті та пракрітах (Калідаса, Хала, Амару, Бхартріхарі, Джаядева), антологія різних сторіч); тамільська поезія (фрагменти антологій; «Тіруккурал»; Аувеяр); поезія на новоіндійських мовах та фарсі (із «Чар'я-гіті»»; Шейх Фарид, Лал-дед, Відьяпаті, Чондідаш, Кабір, Сурдас, Міра Баї, Тулсідас, Тукарам, Рампрошад, Мір Такі Мір, Мірза Галіб, Бахадур Шах Зафар) - Китай: Цао Чжи, Лю Чжень, Жуань Цзі, Цзі Кан, Чжан Хуа, Цзо Сі, Тао Юаньмін, Сє Лін'юнь, Бао Чжао, Шень Юе, Фань Юнь, Сє Тяо, Сюй Лін, Юй Сінь, Ван Бо, Чень Цзи-ан, Хе Чжичжан, Ханьшань, Мен Хао-жань, Лі Ці, Цуй Хао, Ван Вей, Лі Бо, Ґао Ши, Лю Чанцин, Ду Фу, Гу Куан, Дай Шулунь, Вей Ін'у, Мен Цзяо, Чжан Цзі, Хань Юй, Лю Цзун'юань, Бо Цзюй-і, Лю Юйсі, Юань Чжень, Лі Хе, Цзя Дао, Лі Шень, Ду Му, Лі Шан'їнь, Вей Чжуан, Лі Юй, Оуян Сю, Ван Аньши, Су Ши, Хуан Тінцзянь, Чжу Дуньжу, Лі Цінчжао, Ян Ваньлі, Лу Ю, Сінь Ціцзі, Ґао Кеґун, Чжао Менфу, Цзе Сіси, Хуан Цзинь, Ван Мянь, Хуан Чженьчен, Ке Цзюси, Ні Цзань, Са Дуці, Ґао Ці, Гун Сінчжи, Шао Сянчжень, Лань Жень, Ху Ченлун, Лінь Хун, Лю Цю, Юй Цянь, Цянь Бинден, Сюй Чженьцин, Ян Шень, Ці Цзігуан, Ван Чжиден, Лі Сяньфан, Тан Сяньцзу, Чжан Гансунь, Чень Цзилун - Корея: Юри-ван, Ильчі Мундок, Астролог Юн, Тиго, Сін Чхун, Вольмьон, Чхундам, Чхойон, Куньо, Чхве Чхівон, Пак Іннян, Ким Хван-вон, Чон Джисан, Юн Оні, Лі Інно, Лім Чхун, Кім Гиккі, Лі Гюбо, Кім Гу, У Тхак, Лі Джехьон, Лі Сек, Кім Гуйон, Чон Со, Сін (мати Чон Монджу), Чон Монджу, Лі Джоно, Чон Доджон, Кіль Дже, Вон Чхонсок, Мен Сасон, Кім Джонсо, Пак Пхьоннен, Сон Саммун, Ю Инбу, Вон Хо, Со Годжон, Ким Джонджик, Кім Сісип, Нам І, Вольсан-тэгун, Лі Хьонбо, Пак Ин, Со Гёндок, Ан Джон, Лі Хван, Хон Сом, Хван Джині, Лі Тхек, Лі Хянгим (Кесен), Ян Саон, Сон Ін, Лі Хубек, Квон Хомун, Сон Хон, Лі І, Лі Окпон, Чон Чхоль, Хан Хо, Чо Хон, Лі Сунсін, Лі Вонік, Чан Гьонсе, Лім Дже, Токкьо, Чо Джонсон, Лі Ханбок, Лю Моньїн, Лі Даль, Пак Інпо, Кім Саньйоп, Хо Нансорхон, Сін Хим, Сорі, Квон Пхіль, Хо Гюн, Кім Санхон, Хон Собой, Кім Гванук, Юн Сон До, Лі Мьонхан, Сон Сійоль, Поннім-єгун (Хьоджон), Інпхьон-тегун, Нанвон-гун, Нам Туман, Ку Джиджон, Юн Дусо, Чу Ийсік, Кім Югі, Сін Джонха, Кім Суджан, Лі Джонбо, Лі Джонджин, Чо Мьонпі, Кім Чхон-тхек, Кім Джиптхе, Сін Хімун, Хо Соккюн, Кім Мінсун, Пак Чивон, Лі Онджин, Лі Допму, Лю Диккон, Пак Чега, Лі Согу, Чон Ягьон - В'єтнам: Нго Тян Лиу, Ван Хань, Лі Тхай Тонг, Вієн Тієу, Лі Тхионг Кієт, Зієу Няп, Ман Знак, Кхонг Ло, Дай Са, Куанг Нгієм, Мінь Чі, Чан Тхай Тонг, Чан Тхань Тонг, Чан Куанг Кхай, Чап Нян Тонг, Фам Нгу Лао, Чан Ань Тонг, Хюєн Куанг, Мак Дінь Ті, Чан Куанг Чієу, Нгуєн Чунг Нган, Нгуен Шионг, Чан Мінь Тонг, Тю Ван Ан, Тю Дионг Ань, Чионг Хан Шиєу, Фам Ши Мань, Чан Нгуєн Дан, Нан Фу, Нгуєн Фі Кхань, Чан Леу, Ле Кань Туан, Нгуєн Чай, Ли Ти Тан, Ли Тхієу Дінь, Нгуєн Чик, Ву Лам, Ле Тхань Тонг, Лионг Тхе Вінь, До Нюан, Дам Тхен Хюн, Тхен Нян Чунг, Тхай Тхуан, Хоанг Дик Лионг, Данг Мінь Кхієм, Фу Тхук Хоань, Нго Ті Лан, Ву Зюе, Нгуєн Фу Тієн, Нгуєн Бінь Кхієм, Зіан Хай, Фунг Кхак Хоан, Нгуєн Зіа Тхієу, Нгуєн Хиу Тінь, Фам Тхай, Хо Суан Хионг, Нгуен Зу - Японія: Какіномото Хітомаро, Ямабе но Акахіто, Яманое Окура, Отомо Табіто, Отомо Якамоті, Нукада, Отомо Саканое, Такеті Курохіто, Каса Канамура, Оно Такамура, Содзьо Гендзьо, Арівара Наріхіра, Оно но Коматі, Фунья Ясухіде, Отомо Куронусі, Кі-но Мотіюкі, Фудзівара Тосіюкі, Оно Садакі, Кі но Тосісада, Ісе, Сосей-хосі, Ое но Тісато, Суґавара но Мітідзане, Кі но Томонорі, Кійохара Фукаябу, Арівара Мотоката, Фудзівара Котонао, Мінамото но Масадзумі, Кі-но Цураюкі, Осікоті Міцуне, Мібу Тадаміне, Фудзівара Окікадзе, Мінамото Мунеюкі, Саканоуе Коренорі, Соне Йосітада, Сьоку-сьонін, Ідзумі Сікібу, Енкей-хосі, Акадзоме Емон, Сагамі, Ноїн-хосі, Фудзівара Іецуне, Сюндо Паміки, Тайра Канеморі, Сутокуїн, Фудзівара Тосінарі, Сайґьо, Принцеса Шікіші, Кока-мон'їнбетто, Фудзівара Іетака, Мінамото Мітітомо, Фудзівара Хідейосі, Фудзівара Садаїе, Дзюнтоку-ін, Нюдо-сакі-но дайдзьодайдзін, Кодай-готаю кенсейдзьо, Мінамото Санетомо, Сьотецу, Басьо, Ранран, Сампу, Кьорай, Иссьо, Рансецу, Кікаку, Оніцура, Дзьосо, Бонтьо, Какей, Сіко, Тійо, Рьота, Бусон, Гьодай, Кіто, Ісса, Камо Мабуті, Таясу Мунетаке, Одзава Роан, Рьокан, Каґава Каґекі, Окума Котоміті, Татібана Акемі                              |
| 17  | Класична драма Сходу                                    | - Індія: - Бхаса. Побачена уві сні Васавадатта (фрагменти) - Шудрака. Глиняний візок (фрагменти) - Калідаса. Шакунтала (фрагменти) - Харша. Ратнавалі (фрагменти) - Бхавабхуті. Малатімадхава (Malatimadhava) (фрагменти) - Вараручі. Закохані. Бхана - Китай: - Ґуань Ханьцін. Образа Доу Є - Ма Чжиюань. Осінь у Ханському палаці (піньїнь: Han Kung Ch'iu) - Чжен Тін'юй. Знак «терпіння» - Невідомий автор. Вбити собаку, щоб напоумити чоловіка - Тан Сяньцзу. Піонова альтанка (фрагменти) - Хун Шен. Палац довголіття - Кун Шанжень. Віяло з персиковими квітами - Ян Чаогуань. Скасований бенкет - Японія: - Каннами Кійоцугу. Гробниця Коматі - Дзеамі Мотокійо. Такасаго. Гірська відьма. Кійоцуне - Кандзе Нобуміцу. Фуна-бенкей. Фарси-кьоген. - Тікамацу Мондзаемон. Нічна пісня погонича Йосаку з Тамба (Tamba Yosaku machiyo no komurobushi). Олійне пекло (Onnagoroshi abura no jigoku) |
| 18  | Класична проза Далекого Сходу                           | - Китайська проза IV—XVIII сторіч: Гань Бао, Тао Юаньмін, Го Сянь (піньїнь: Guo Xian), Юй Тунчжи (піньїнь: Yu Tongzhi), Лю Іцін, Шень Цзицзі, Бо Сінцзянь, Юань Чжень, Лі Фуянь, Лю Фу, Цюй Ю, Лі Чжень, Пу Сунлін, Юань Мей, Цзі Юнь, Фен Менлун, Хань Юй, Лю Цзун'юань, Оуян Сю, Су Ши, Цзун Чень, Шень Фу - Корейська класична проза: Кім Бусік, Ірьон, Лім Чхун, Ли Гюбо, Лі Гок, Пустельник Сігьон, Сон Хьон, Чхон Є, Лю Моньїн, Кім Сісип, Лім Дже, Пак Чивон, Хо Гюн, невідомі автори - В'єтнамська класична проза: Лі Те Сюєн, Нгуен Чай, Ву Куїнь, Кієу Фу, Ле Тхань Тонг, Нгуен Зи - Японська класична проза: Такеторі моноґатарі, Кі-но Цураюкі, Сей Сьонаґон, Мурасакі Сікібу, Кенко-хосі, Іхара Сайкаку |
| 19  | Тисяча й одна ніч                                       | - Том включає вибрані казки |
| 20  | Арабська поезія середньовіччя                           | - Стародавня поезія (V — середина VII сторіч): Аль-Мугальгіль, Аш-Шанфара, Тааббата Шарран, Имруулькайс, Тарафа, Амр ібн Кульсум, Аль-Харіс ібн Хілліза, Зухайр, Антара, Алькама, Абід ібн аль-Абрас, Ас-Самаваль, Аді ібн Зайд, Урва ібн аль-Вард, Аль-Ханса, Лабід, Ан-Набіга аз-Зуб'яні, Аль-Аша, Аль-Хутая (англ. Al-Hutay'ah) - Поезія раннього середньовіччя (середина VII — середина VIII сторіч): Аль-Ахталь, Аль-Фараздак, Джарір, Маджнун, Омар ібн абі Рабія - Поезія епохи розквіту (середина VIII — ХІІ століття): Башшар ібн Бурд, Абу-Нувас, Абу-ль-Атахія, Абу-Темам, Аль-Бухтурі, Ібн аль-Румі, Ібн аль-Мутазз, Аль-Мутанаббі, Абу Фірас, Аль-Санаубарі (ісп. Al-Sanaubari), Абу Дулаф аль-Хазраджі, Аш-Шаріф ар-Ради, Абу-ль-Аля аль-Мааррі, Ібн аль-Фарід - Андалуська (іспано-арабська) поезія: Абд ар-Рахман, Аль-Газаль, Саїд ібн Джуді, Ібн абд Раббіхі, Ібн Хані, Ібн Шухайд, Ібн Хазм, Аль-Мутамід ібн Аббад, Ібн Зайдун, Ібн Хамдіс, Ібн аз-Заккак, Ібн Хафаджа, Абу-ль-Валід аль-Ваккаші, Ібн Кузман, Абу Джафар Ахмад ібн Саїд, Ібн Сафар аль-Маріні (ісп. Ibn Safar Al-Marini), Ібн аль-Арабі, Абу-ль-Бака ар-Рунді, Ібрагім ібн Сахль, Ібн аль-Хатіб |
| 21  | Ірано-таджицька поезія                                  | - Рудакі: - Касиди - Газелі та ліричні фрагменти - Рубаї - Кита та різні фрагменти - Насір Хосров: - «Осуд і похвала» (цикл) - «Про добро та зло» (цикл) - Касиди, фрагменти, афоризми - Омар Хаям. Рубаї - Румі: - Із «Маснаві» - Притчі - Із «Дивану Шамса Тебризького» - Сааді: - Із «Галістану» - Із «Бустану» - Касиди. Газелі. Бейта. Рубаї - Гафіз. Газелі. Рубаї - Джамі. Газелі. Кита. Вибране |
| 22  | Середньовічний роман і повість                          | - Кретьєн де Труа. Івейн, або Лицар з левом - Роман про Трістана та Ізольду - Окасен і Ніколет - Вольфрам фон Ешенбах. Парцифаль - Гартман фон Ауе. Бідний Генріх |
| 23  | Поезія трубадурів. Поезія мінезингерів. Поезія вагантів | - Трубадури: Гільєм IX, Серкамон, Маркабрю, Жауфре Рюдель, Бернарт де Вентадорн, Пейре д'Альвернья, Рамбаут д'Ауренга, Графиня де Діа, Азалаїда де Поркайраргес, Гіраут де Борнейль, Ліньяуре (окс. Lignaure), Арнаут де Марейль, Бертран де Борн, Арнаут Данієль, Монах з Монтаудона, Фолькет де Марселья, Гаусельм Файдіт, Ук де ла Бакаларіа, Кастеллоза, Пейре Відаль, Марія де Вентадорн, Гі д'Юссель, Пейроль, Гільєм де Бергедан, Гільєм де Кабестань, Гільєм Фігейра, Пейре Карденаль, Аймерік де Пегільян, Ельяс д’Юссель, Пістолета, Сордель, Пейре Гільєм (фр. Pèire Guilhèm), Рігаут де Барбезьєу, Дальфін, Пердігон, Гаваудан, Арнаут Каталан, Пейре де Барджак, Пейре Раймон, Ельяс Кайрель, Бертран Карбонель, Дауде де Прадас, Клара Андузська, Гіраут Рік'єр - Мінезингери: Кюренберґ, Мейнлох фон Сефелінген, Бургграф фон Регенсбург, Бургграф фон Рітенбург, Сперфогель, Дітмар фон Айст, Імператор Генріх, Фрідріх фон Гаузен, Генріх фон Фельдеке, Рудольф фон Феніс, Альбрехт фон Йохансдорф, Генріх фон Морунген, Рейнмар, Гартман фон Ауе, Вольфрам фон Ешенбах, Вальтер фон дер Фоґельвайде, Готфрід Страсбурзький, Нейдхарт фон Роєнталь, Готфрід фон Нейфен, Ульріх фон Зінгенберг, Марнер, Буркхарт фон Хоэнфельз, Тангейзер, Мехтхільд із Маґдебурга, Фрейданк, Крафт фон Тоггенбург, фон Бувенбург (нім. von Buwenburg), Штейнмар (нім. Steinmar), Ульріх фон Вінтерштеттен, Гесс фон Рейнах, Конрад Вюрцбургський, Король Конрад Юний, Дикий Олександр, Генріх Фрауенлоб, Вернер фон Гомберг, Генріх Гетцбольд фон Вайсензее, Освальд фон Волькенштейн, Генріх фон Мюгельн, Гуго фон Монтфорт, Йоганес Гадлауб, Йоганнес Таулер, Зальцбургський монах; безіменні поети - Ваганти: Прімас Гуго Орлеанський, Архипіїт Кельнський, Вальтер Шатильйонський; безіменні поети |
| 24  | Фірдоусі                                                | - Шах-наме |
| 25  | Нізамі                                                  | - П'ять поем |
| 26  | Алішер Навої                                            | - Поеми |
| 27  | Шота Руставелі                                          | - Витязь у тигровій шкурі |
| 28  | Данте Аліг'єрі                                          | - Нове життя - Божественна комедія |
| 29  | Джованні Боккаччо                                       | - Декамерон |
| 30  | Джеффрі Чосер                                           | - Кентерберійські оповіді |
| 31  | Європейська новела Відродження                          | У збірці представлені новели наступних авторів: - Італія: Франко Саккетті, Сер Джованні Флорентієць, Мазуччо Гуардаті, Луїджі Пульчі, Лоренцо Медічі, Нікколо Макіавеллі, Франческо Марія Мольца, Луїджі Аламанні, Луїджі да Порто, Антонфранческо Грацціні на прізвисько Ласка, Маттео Банделло, П'єтро Фортіні, Джамбаттіста Джиральді Чинтіо, Джованфранческо Страпарола, Джироламо Парабоско, Шипіоне Баргальї - Франція: Нікола де Труа, Бонавантюр Депер'є, Ноель дю Файль, Маргарита Наваррська, Франсуа де Бельфорест, Сеньйор де Шольєр; анонімні автори - Іспанія: Франсіско Лопес де Вільялобос, Антоніо де Вільєгас, Хуан де Тімонеда, Мігель де Сервантес, Тірсо де Моліна, Гаспар Лукас Ідальго, Агустін де Рохас Вільяндрандо, Антоніо де Еслава |
| 32  | Європейські поети Відродження                           | У збірці представлені твори поетів наступних країн: - Італія: Данте Аліг'єрі, Франческо Петрарка, Джованні Боккаччо, Леонардо Джустініан, Бурк'єлло, Джованні Понтано, Луїджі Пульчі, Пістоя, Матео Боярдо, Лоренцо Медічі, Мікеле Марулло, Анджело Поліціано, Якопо Саннадзаро, Нікколо Макіавеллі, П'єтро Бембо, Лудовіко Аріосто, Мікеланджело Буонарроті, Теофіло Фоленго, Франческо Берні, Джованні Делла Каза, Гаспара Стампа, Джован Баттіста Строцці (італ. Giovan Battista Strozzi), Луїджі Тансілло, Галеаццо ді Тарсія, Торквато Тассо - Далмація: Марко Марулич, Ілія Црієвич, Шишко Менчетич, Джоре Држич, Марін Кристичевич, Антун Вранчич, Мавро Ветранович, Ганібал Луцич, Петр Гекторович, Марин Кабога, Марин Држич, Никола Димитрович, Динко Раніна, Юрий Баракович, Домінко Златарич - Німеччина: Себастіан Брант, Конрад Цельтіс, Альбрехт Дюрер, Томас Мурнер, Мартін Лютер, Ульріх фон Гуттен, Бурхард Вальдіс, Ганс Сакс, Еразм Альбер, Георг Ролленхаген, Йоганн Фішарт, Бартоломеас Рингвальд; пісні Селянської війни, народна лірика, з народної книги «Гробіанус» - Франція: Франсуа Війон, Меллен де Сен-Желе, Маргарита Наваррська, Клеман Маро, Бонавантюр Депер'є, Моріс Сев, Луїза Лабе, Олів'є де Маньї, Понтюс де Тіар, П'єр Ронсар, Жоакен Дю Белле, Жан Дора, Жан Антуан де Баїф, Ремі Белло, Етьєн Жодель, Клод де Бютте, Етьєн де ля Боесі, Амадіс Жамен, Жак Таюро, Жан Пассера, Воклен де Ла Френе, Марк Папійон де Лафріз, Гійом Дю Бартас, Агріппа д'Обіньє, Філіпп Депорт, Жан де Спонд - Угорщина: Петер Борнеміса, Балінт Балашші, Янош Римаї - Польща: Миколай Рей, Ян Кохановський, Миколай Семп Шажинський, Себастьян Фабіан Кленовиць, Шимон Шимоновиць; анонімна міщанська поезія - Нідерланди: Йонкер Ян ван дер Нот, Пітер Корнелісон Гофт, Гербранд Адріансон Бредеро, Йост ван ден Вондел; анонімна народна поезія - Данія: народні балади - Англія: Джон Скелтон, Томас Ваєтт, Генрі Говард, Філіп Сідні, Едмунд Спенсер, Джон Лілі, Крістофер Марлоу, Волтер Релі, Майкл Дрейтон, Бен Джонсон; народні балади - Ірландія: Мак Ворд Оуен, Фіарфлата О’Найв - Іспанія: Іньєго Лопес де Мендоса, маркіз де Сантільян, Хорхе Манріке, Хіль Вісенте, Хуан Боскан, Ґарсіласо де ла Веґа, Гутьєрре де Сетіна, Луїс де Леон, Бальтасар де Алькасар, Сан Хуан де ла Крус, Франсіско де ла Торре, Алонсо де Ерсілья, Мігель де Сервантес Сааведра, Луперсіо Леонардо де Архенсола, Бартоломе Леонардо де Архенсола, Лопе де Вега - Португалія: Луїс Вас де Камоенс, Франсіско Са де Міранда, Бернардин Рібейро, Антоніо Феррейра |
| 33  | Німецький та нідерландський гуманізм                    | - Себастіан Брант. Корабель дурнів - Еразм Ротердамський: - Похвала глупоті - Навозник женеться за орлом (з «Прислів'їв» - Розмови запросто - Листи темних людей - Ульріх фон Гуттен. Діалоги |
| 34  | Утопічний роман XVI—XVII сторіч                         | - Томас Мор. Утопія - Томмазо Кампанелла. Місто Сонця - Френсіс Бекон. Нова Атлантида - Сірано де Бержерак. Держави Місяця - Дені Верас. Історія Севарамбів |
| 35  | Франсуа Рабле                                           | - Ґарґантюа та Пантаґрюель |
| 36  | Вільям Шекспір                                          | - Трагедії: - Ромео і Джульєтта - Гамлет - Отелло - Король Лір - Макбет - Антоній та Клеопатра - Сонети |
| 37  | Мігель де Сервантес                                     | - Премудрий гідальго Дон Кіхот з Ламанчі. Частина 1 |
| 38  | Мігель де Сервантес                                     | - Премудрий гідальго Дон Кіхот з Ламанчі. Частина 2 |
| 39  | Іспанський театр                                        | - Лопе де Вега: - Овеча криниця - Собака на сіні - Тірсо де Моліна. Севільський спокусник, або Кам'яний гість - Хуан Руїс де Аларкон. Сумнівна правда - Педро Кальдерон: - Стійкий принц - Дама-примара - Агустін Морето. Живий портрет (ісп. El parecido en la carte) |
| 40  | Крутійський роман                                       | - Життя Ласарільйо з Тормеса, його негаразди та пригоди - Франсіско де Кеведо. Історія життя пройдисвіта на ймення Пабло - Луїс Велес де Гевара. Кульгавий біс - Алонсо де Кастильйо-і-Солорсано. Севільська куниця, або Вудка для гаманців (ісп. La Garduña de Sevilla y Anzuelo de las bolsas) - Томас Неш. Злощасний блукач, або Життя Джека Вілтона |
| 41  | Європейська поезія XVII століття                        | У збірці представлені твори поетів наступних країн: - Албанія: Лек Матренга, П'єтер Буді, П'єтер Богдані, Люке Богдані, Ніколе Бранкаті - Англія: невідомий автор; Томас Кемпіон, Джон Донн, Джордж Герберт, Роберт Геррік, Томас Кер'ю, Річард Крешо, Генрі Воен, Ендрю Марвелл, Семюел Батлер, Джон Драйден - Угорщина: Міклош Зріні, Іштван Дєньдєші; народна поезія - Німеччина: Георг Рудольф Векерлін, Фрідріх Шпее, Юліус Цінкгреф, Мартін Опіц, Роберт Робертін, Фрідріх Логау, Сімон Дах, Даніель Чепко, Пауль Гергардт, Йоганн Ріст, Георг Філіпп Гарсдерфер, Пауль Флемінг, Ісая Ромплер фон Левенгальт, Андреас Чернінг, Юстус Георг Шоттель, Йоганн Клай, Андреас Ґріфіус, Христіан Гофмансвальдау, Філіпп фон Цезен, Йоганн Георг Грефлінгер, Ганс Гріммельсгаузен, Анґелус Сілезіус, Зігмунд фон Біркен, Катаріна Регіна фон Грейфенберг, Даніель Каспер Лоенштейн, Даніель Георг Морхоф, Хрістіан Вейзе, Абрахам а Санта-Клара, Ганс Асман Абшатц, Квірінус Кульман, Готфрід Арнольд, невідомі автори - Далмація: Паскоє Прімович (хорв. Paskoje Primović), Гораціо Мажибрадич, Стієпо Джюрджевич, Мехмед Ердельський (хорв. Mehmed Erdeljac), Мухаммед Хеваї Ускюфі, Іван Гундулич, Іван Бунич, Юніє Палмотич, Владислав Менчетич, Антун Гледжевич, Ігнят Джюрджевич - Данія та Норвегія: Андерс Арребо, Томас Кінго, Педер Дасс, Лаурідс Кок, невідомі автори - Ісландія: Бьярни Йоунссон, Хадльгрімур П'єтурссон, Стефаун Оулаффсон - Іспанія: Луїс де Ґонґора, Крістобаль де Меса, Бартоломе Леонардо де Архенсола, Хуан де Аргіхо, Родріго Каро, Антоніо Міра де Амескуа, Ортенсіо Паравісіно, Франсіско де Кеведо, Луїс Каррільйо де Сотомайор, Хуан де Тассіс-і-Перальта, Хуан де Хаурегі, Франсіско де Ріоха, Луїс де Ульоа-і-Перейра, Педро Сото де Рохас, Естебан Мануель де Вільєгас, Педро Кальдерон, Хуан Перес де Монтальван, Сальвадор Хасінто Поло де Медіна, Габріель Боканхель-і-Унсуета, Франсіско де Трільйо-і-Фігероа, Франсіско Лопес де Сарате, Бернардо де Бальбуена, Хуан дель Вальє-і-Кав'єдес, Хуана Інес де ла Крус - Італія: Джордано Бруно, Томмазо Кампанелла, Габриэле К'ябрера, Фульвіо Тесті, Томмазо Стільяні, Чіро ді Перс, Джамбатісто Маріно, Франческо Браччоліні, Клавдіо Акілліні, Джіроламо Преті, П'єр Франческо Паолі (італ. Pier Francesco Paoli), Марчелло Джованетті, Джован Леоне Семпроніо, Джанфранческо Майя Матердона, Антоніно Галеані, Антон Марія Нардуччі, Джироламо Фонтанелла, Бернардо Морандо, Паоло Дзадзароні (італ. Paolo Zazzaroni), Леонардо Квіріні (італ. Leonardo Quirini), Джузеппе Баттіста, Джузеппе Артале, Джакомо Лубрано, Федеріко Менінні, Томмазо Гаудьйозі, Бартоломео Дотті, Сальваторе Роза, Алессандро Тассоні, Франческо Реді, Карло Марія Маджі, Франческо де Лемене, Вінченцо да Філікайя, Бенедетто Мендзіні - Нідерланди: Якоб Катс, Самюел Костер, Даниел Хейнсій, Юстус де Хардейн, Гуго Гроцій, Каспар ван Барле, Сімон ван Бомонт (нід. Simon van Beaumont), Дірк Рафаелісон Кампхейзен, Якоб Ревій, Ян Янсон Стартер, Константин Гюйгенс, Єреміас де Деккер, Віллем Годсхалк ван Фоккенброх, Гейман Дюлларт, Ян Лейкен, Йоан ван Брукгейзен - Польща: Даніель Наборовський, Ієронім Морштин, Самуель Твардовський, Шимон Зиморович, Кшиштоф Опалінський, Ян Анджей Морштин, Збігнев Морштин, Вацлав Потоцький, Веспасіян Коховський, Станіслав Іраклій Любомирський - Португалія: Франсішку Родрігеш Лобу, Франсішку Мануэл де Мелу, Жеронімо Бая, Віоланте до Сеу, Бернарду Вієйра Раваску, Грегоріу де Матос Герра, Мануэл Ботелью де Олівейра - Франція: Франсуа де Малерб, Онора де Ракан, Франсуа де Менар, Матюрен Ренье, П'єр Мотен, Жан Овре, Етьєн Дюран, Теофіль де Віо, Антуан де Сент-Аман, Шарль Вйон д'Алібре, Клод де Бло, Жан-Оже де Гомбо, Жак Валле де Барро, Франсуа Трістан Лерміт, Гійом Кольте, Венсан Вуатюр, Адан Бійо, Сірано де Бержерак, Поль Скаррон, Клод Ле Пті, П'єр Корнель, Мольєр, Жан де Лафонтен, Жан Расін, Нікола Буало-Депрео, Антуанетта Дезульєр, Етьєн Павійон, Шарль-Огюст де Ла Фар, Гійом Амфрі де Шольйо, Шарль Перро - Чехія: Шимон Ломницький, Мікулаш Дачицький, Ян Амос Коменський, Адам Міхна з Отрадовиць, Вацлав Франтішек Коцманек, Фелікс Кадлінський, Бедржих Брідель, Вацлав Ян Роса - Словаччина: Еліаш Лані, Петер Беницький, Штефан Піларик, Даниель Горчічка-Сінапіус - Швеція: Георг Шерн'єльм, Ларс Віваліус, Лассе Лусідор, Самуель Колумбус, Скугечер Бергбу, Гунно Дальшерна, Юхан Руніус; невідомі автори |
| 42  | Французькі моралісти XVII століття                      | - Франсуа де Ларошфуко. Максими - Блез Паскаль. Думки - Жан де Лабрюєр. Характери, або Звичаї нинішнього століття |
| 43  | Театр французького класицизму                           | - П'єр Корнель: - Ілюзія - Сід - Горацій - Полієвкт - Брехун - Жан Расін: - Андромаха - Позивачі - Британнік - Федра |
| 44  | Жан-Батист Мольєр                                       | - Кумедні манірниці - Шлюб мимоволі - Тартюф, або Облудник - Дон Жуан, або Камінний гість - Мізантроп - Лікар мимоволі - Скупий - Пан де Пурсоньяк - Міщанин-шляхтич - Витівки Скапена - Удаваний хворий |
| 45  | Джон Мілтон                                             | - Утрачений рай - Вірші - Самсон-борець |
| 46  | Ганс Якоб Крістофель фон Гріммельсгаузен                | - Сімпліцисімус |

#### XVIII століття
| Том | Тематика тому                       | Твори, що увійшли до тому |
| --- | ----------------------------------- | --- |
| 47  | Шотландська поезія                  | - Роберт Бернз. Вірші. Поеми - Шотландські балади - Роберт Фергюсон. Вірші |
| 48  | П'єр Бомарше                        | - Драматичні твори: - Севільський цирульник - Божевільний день, або Одруження Фігаро - Злочинна мати, або Другий Тартюф - Мемуари |
| 49  | Вольтер                             | - Орлеанська діва - Магомет - Філософські повісті: - Задіг, або Доля - Мікромегас - Кандід, або Оптимізм - Простак - Царівна Вавилонська - Додатки |
| 50  | Йоганн Вольфганг фон Гете           | - Фауст |
| 51  | Італійський театр XVIII століття    | - Карло Ґольдоні. Комедії: - Слуга двох панів - Феодал - Трактирниця - Віяло - Карло Ґоцці. Казки для театру: - Любов до трьох апельсинів - Король-олень (італ. Il Re Cervo) - Турандот - Вітторіо Альф'єрі. Трагедії: - Орест - Саул - Мірра - Брут другий |
| 52  | Данієль Дефо                        | - Робінзон Крузо - Історія полковника Джека |
| 53  | Дені Дідро                          | - Черниця - Племінник Рамо - Жак-фаталіст і його пан |
| 54  | Готгольд Ефраїм Лессінг             | - Драми: - Місс Сара Сампсон - Філот (нім. Philotas) - Мінна фон Барнхельм - Емілія Галотті - Натан Мудрий - Байки в прозі |
| 55  | Поезія народів СРСР IV—XVIII сторіч | - IV—IX століття представлено творами 11 поетів: Месроп Маштоц, невідомий вірменський поет V століття, Мовсес Хоренаці, Йоан Мандакуні, Комітас, Давтак Кертог, Степанос Сюнеці, Саакдухт Сюнеці, Ханзала Бодгісі, Фіруз Машрікі, Абусалік Гургані - X—XIII століття представлено творами 38 поетів: Григор Нарекаці, Шахід Балхі, Абу Шакур Балхі, Абу Мансур Дакікі, Імаро Хорасані, Хакім Хаббаз Нішапурі та його син, Абу-ль-Хасан Кісаї, Абу-ль-Касим Унсурі, Абу Алі ібн Сіна, Абу-ль-Хасан Фаррухі, Абунаджм Манучехрі, Абу Мансур Асаді, Насір Хосров, Фахр ад-дін Асад Гургані, Масуд Саад Салман, Катран Тебрізі, Юсуф Хас-Хаджиб, Ахмад Яссаві, Ахмад Югнакі, Ованес Саркаваг Імастасер, Нерсес Шноралі, Чахрухадзе, Йоан Шавтелі, Мехсеті Гянджеві, Муджиреддін Бейлакані, Ефзеледдін Хагані, Нізамі́ Ґенджеві, Сабір Термезі, Абу-ль-Маджд Санаї, Авхададдін Анварі, Фарід-ад-дін Аттар, Асір-ад-дін Ахсікаті, Сайфі Ісфарангі, Сайфі Фаргоні, Галі, Ованес Ерзнкаці Плуз, Фрік - XIV—XVII століття представлено творами 60 поетів: Костандін Ерзнкаці, Хачатур Кечареці, Ізеддін Гасаногли (ru:Гасаноглы Иззеддин), Авхеди Мерагаї, Хаджу Кірмані, Убейд Закані, Камал Худжанді, Носір Бухорої, Бурханеддін Сівасі, Несімі, Ассар Тебризі (ru:Ассар Тебризи), Рабгузі (ru:Рабгузи), Хорезмі (ru:Хафиз Хорезми), Дурбек (ru:Дурбек), Ованес Тлкуранці, Мкртич Нагаш (ru:Мкртич Нагаш), Аракел Багишеці (ru:Аракел Багишеци), Аракел Сюнеці, Хакікі Джаханшах Кара-Коюнлу, Саккакі (ru:Саккаки), Атаї (ru:Атаи, Мауланэ Шейхзаде), Лутфі (ru:Лутфи), Алішер Навої, Захіреддін Мухаммад Бабур, Мухаммад Саліх, Маджлісі, Ісматі Бухорої, Бадраддін Хілалі (ru:Бадриддин Хилали), Абдурахман Мушфікі (ru:Мушфики), Шах-Ісмаїл Хатаї, Хабібі, Фізулі, Мухамед'яр, Ованес, Григоріс Ахтамарці (ru:Григорис Ахтамарци), Наапет Кучак (ru:Наапет Кучак), невідомий вірменський поет XVI століття, Овасап Себастаці (ru:Овасап Себастаци), Давід Саладзорці (ru:Давид Саладзорци), Степаннос, Єремія Кемурджян, Нерсес Мокаці (ru:Нерсес Мокаци), Теймураз I, Гарсеван Чолокашвілі, Йосип Тбілелі, Арчіл II, Вахтанг VI, Ковсі Тебризі (ru:Ковси Табризи), Саїб Тебризі, Нішат Ширвані (ru:Нишат Ширвани), Мехджур Ширвані, Турди (ru:Турды), Машраб Бабарахім (ru:Машраб, Боборахим), Мевла Колий, Байрам-хан, Салим Туркмен, Варлаам (ru:Варлаам (митрополит Молдавский)), Дософтей, Мирон Костін, Шавкат Бухорої (tg:Шавкати Бухороӣ) - XVIII століття представлено творами 33 поетів: Зебуннісо, Саїдо Насафі (ru:Сайидо Насафи Миробид), Беділь, Мірзо Содік Мунші (ru:Мирза Садык мунши), Муніс (ru:Мунис Хорезми), Утиз-Імені (ru:Утыз Имяни, Габдрахим), Салават Юлаєв, Гаїбі, Азаді Довлетмамед (ru:Азади), Махтумкулі, Андаліб Нурмухамед-Гаріб, Магрупі, Шабенде, Шейдаї (ru:Шейдаи), Бухар-Жирау, Жиєн-Жирау, Ага Масіх Ширвані (ru:Ага Масих Ширвани), Вагіф Молла-Панах, Відаді Молла Велі, Багдасар Дпір, Петрос Капанці (ru:Петрос Капанци), Григор Ошаканці, Нагаш Овнатан, Саят-Нова, Манана, Бесікі, Давід Гурамішвілі, Анхіл Марін, Патімат з Кумуха, Саїд з Кочхюра (ru:Саид Кочхюрский), Григорій Сковорода, Іван Котляревський, Крістіонас Донелайтіс |
| 56  | Французька проза XVIII століття     | - Аббат Прево. Манон Леско - П'єр Шодерло де Лакло. Небезпечні зв'язки |
| 57  | Російська поезія XVIII століття     | - Представлені твори 17 поетів: Антіох Кантемір (ru:Кантемир, Антиох Дмитриевич), Василь Тредіаковський, Михайло Ломоносов, Олександр Сумароков, Василь Майков (ru:Майков, Василий Иванович), Михайло Херасков, Іполит Богданович, Іван Хемніцер (ru:Хемницер, Иван Иванович), Василь Капніст, Олександр Радищев, Микола Львов, Михайло Муравйов (ru:Муравьёв, Михаил Никитич), Юрій Нелединський-Мелецький (ru:Нелединский-Мелецкий, Юрий Александрович), Іван Крилов, Микола Карамзін, Іван Дмитрієв (ru:Дмитриев, Иван Иванович), Гаврило Державін |
| 58  | Жан-Жак Руссо                       | - Юлія, або Нова Елоїза |
| 59  | Джонатан Свіфт                      | - Казка бочки (en:A Tale of a Tub) - Мандри Гуллівера |
| 60  | Англійський роман                   | - Тобіас Смоллетт. Подорож Гамфрі Клінкера (en:The Expedition of Humphry Clinker) - Олівер Ґолдсміт. Вейкфілдський священник (en:The Vicar of Wakefield) |
| 61  | Лоренс Стерн                        | - Життя і думки Трістрама Шенді, джентльмена - Сентиментальна подорож Францією та Італією (en:A Sentimental Journey Through France and Italy) |
| 62  | Генрі Філдінг                       | - Історія Тома Джонса, найди |
| 63  | Російська проза XVIII століття      | - Михайло Чулков (ru:Чулков, Михаил Дмитриевич). Гожа кухарка, або Походеньки розпусної жінки (рос. Пригожая повариха, или Похождения развратной женщины) - Микола Новіков. Живописець (ru:Живописец (сатирический журнал)) - Денис Фонвізін: - Недоросток - Записки першої подорожі (листи з Франції) (рос. Записки первого путешествия (Письма из Франции)) - Оповідання уявного глухого та німого (рос. Повествование мнимого глухого и немого) - Каллісфен (рос. Каллисфен) - Товариш чесних людей, або Стародум (рос. Друг честных людей, или Стародум) - Щиросердне зізнання в справах моїх і думках (рос. Чистосердечное признание в делах моих и помышлениях) - Олександр Радищев. Подорож з Петербурга до Москви - Іван Крилов: - Каїб (рос. Каиб) - Похвальна промова моєму дідусеві, сказана його товаришем у присутності його приятелів за чашею пуншу (рос. Похвальная речь в память моему дедушке, говоренная его другом в присутствии его приятелей за чашею пуншу) - Микола Карамзін: - Бідна Ліза (ru:Бедная Лиза) - Острів Борнгольм (рос. Остров Борнгольм) - Марфа-посадниця, або Підкорення Новагороду (рос. Марфа Посадница, или Покорение Новагорода) |
| 64  | Фрідріх Шиллер                      | - Драми: - Розбійники - Підступність і кохання - Табір Валленштайна (de:Wallensteins Lager) - Смерть Валленштайна (de:Wallensteins Tod) - Марія Стюарт - Вільгельм Телль - Вірші |

### Серія друга
| Том | Тематика тому                               | Твори, що увійшли до тому |
| --- | ------------------------------------------- | --- |
| 65  | Іспанська реалістична проза XIX століття    | - Педро Антоніо де Аларкон. Трикутний капелюх (es:El sombrero de tres picos (novela)) - Хуан Валера (es:Juan Valera). Пепіта Хіменес (es:Pepita Jiménez) - Беніто Перес Гальдос. Донья Перфекта (es:Doña Perfecta) - Вісенте Бласко Ібаньєс. Кров і пісок (es:Sangre y arena (novela)) |
| 66  | Ганс Крістіан Андерсен                      | - Казки. Історії |
| 67  | Джордж Гордон Байрон                        | - Паломництво Чайльд Гарольда - Дон Жуан (en:Don Juan (poem)) |
| 68  | Оноре де Бальзак                            | - Втрачені ілюзії |
| 69  | Поети демократичної Франції                 | - П'єр-Жан Беранже. Пісні - Анрі-Огюст Барб'є. Вірші - П'єр Дюпон (fr:Pierre Dupont (chansonnier)). Пісні |
| 70  | Іван Вазов                                  | - Під ігом (bg:Под игото) |
| 71  | Томас Гарді                                 | - Тесс із роду д'Ербервіллів - Джуд Непримітний (en:Jude the Obscure) |
| 72  | Генріх Гейне                                | - Вірші: - Книга пісень - Нові вірші - Романсеро (de:Romanzero) - Вірші 1853—1854 років - Доповнення - Поеми: - Німеччина. Зимова казка - Біміні (ru:Бимини (поэма)) - Проза: - Подорожні картини (вибране) (нім. Reisebilder) - Флорентійські ночі (нім. Florentinische Nächte) |
| 73  | Олександр Герцен                            | - Минуле і думи (частини 1-5) (ru:Былое и думы) |
| 74  | Олександр Герцен                            | - Минуле і думи (частини 6-8) |
| 75  | Микола Гоголь                               | - Повісті: - Невський проспект - Ніс - Портрет - Шинель - Нотатки божевільного - П'єси: - Ревізор - Одруження (ru:Женитьба (пьеса)) - Гравці (ru:Игроки (комедия)) - Мертві душі |
| 76  | Едмон і Жуль де Гонкури                     | - Жерміні Ласерте (fr:Germinie Lacerteux) - Брати Земганно (фр. Les Frères Zemganno) - Актриса Фостен (фр. La Faustin) |
| 77  | Іван Гончаров                               | - Обломов |
| 78  | Ернст Теодор Амадей Гофман                  | - Життєва філософія кота Мура - Повісті та оповідання: - Дон Жуан (de:Don Juan (E. T. A. Hoffmann)) - Золотий горнець - Лускунчик і Мишачий король - Пісочна людина (de:Der Sandmann (Hoffmann)) - Крихітка Цахес на прізвисько Цинобер - Мадемуазель де Скюдері (de:Das Fräulein von Scuderi) - Щастя гравця (de:Spieler-Glück) - Кутове окно (de:Des Vetters Eckfenster) |
| 79  | Російська драматургія XIX століття          | - Олександр Грибоєдов. Лихо з розуму - Олександр Сухово-Кобилін. П'єси: - Весілля Кречинського (ru:Свадьба Кречинского) - Справа (ru:Дело (пьеса)) - Смерть Тарелкіна(ru:Смерть Тарелкина) - Олександр Островський. П'єси: - Свої люди — розрахуємося (ru:Свои люди — сочтёмся) - Гроза (ru:Гроза (пьеса)) - Ліс (ru:Лес (пьеса)) - Снігуронька (ru:Снегурочка (пьеса)) - Безприданниця (ru:Бесприданница) - Таланти і шанувальники |
| 80  | Віктор Гюго                                 | - Дев'яносто третій рік (fr:Quatrevingt-treize) - Ернані (fr:Hernani) - Вірші |
| 81  | Альфонс Доде                                | - Тартарен з Тараскона - Безсмертний (ru:Бессмертный (роман)) |
| 82  | Чарлз Дікенс                                | - Пригоди Олівера Твіста - Повісті та оповідання |
| 83  | Федір Достоєвський                          | - Злочин і кара |
| 84  | Федір Достоєвський                          | - Брати Карамазови |
| 85  | Європейська поезія XIX століття             | - Австрія: Йоганн Майрхофер (de:Johann Mayrhofer (Dichter)), Йозеф Хрістіан Цедліц (de:Joseph Christian von Zedlitz), Франц Ґрільпарцер, Ніколаус Ленау, Йоганн Непомук Фогль (de:Johann Nepomuk Vogl), Адальберт Штіфтер, Анастазіус Грюн, Моріц Гартман (de:Moritz Hartmann (Publizist)), Роберт Гамерлінг (de:Robert Hamerling), Марія фон Ебнер-Ешенбах, Фердінанд фон Саар (de:Ferdinand von Saar) - Албанія: Ієронім Де Рада, Зеф Серембе (sq:Zef Serembe), Вінченцо Стратіго (італ. Vincenzo Stratigò), Наїм Фрашері, Філіп Широка (sq:Filip Shiroka) - Англія: Томас Гуд, Альфред Теннісон, Вільям Текерей, Роберт Браунінг, Емілі Бронте, Эрнест Чарльз Джонс (en:Ernest Charles Jones), Меф'ю Арнольд, Данте Габрієль Росетті, Джордж Мередіт, Вільям Морріс, Алджернон Чарлз Свінберн, Вілфрід Скавен Блант (en:Wilfrid Scawen Blunt), Джерард Менлі Гопкінс (en:Gerard Manley Hopkins), Вільям Ернест Генлі (en:William Ernest Henley), Роберт Луїс Стівенсон, Альфред Едвард Гаусман (en:A. E. Housman) - Бельгія: Гвідо Гезелле (nl:Guido Gezelle), Жорж Роденбах (fr:Georges Rodenbach), Альбрехт Роденбах (nl:Albrecht Rodenbach), Арнольд Саувен (nl:Arnold Sauwen), Пол де Монт (nl:Pol de Mont), Іван Жилькен (fr:Iwan Gilkin), Моріс Метерлінк, Проспер Антуан ван Лангендонк (nl:Prosper Antoine Van Langendonck) - Болгария: Добрі Чінтулов, Петко Славейков, Христо Ботев, Іван Вазов, Стоян Михайловський, Пенчо Славейков, Кирил Христов, Пейо Яворов - Угорщина: Чоконаї Міхай Вітез (hu:Csokonai Vitéz Mihály), Кішфалуді Шандор (hu:Kisfaludy Sándor), Берженьї Даніель (hu:Berzsenyi Dániel), Ференц Казінці, Ференц Кельчеї, Цуцор Гергей (hu:Czuczor Gergely), Мігай Верешмарті, Йожеф Байза, Томпа Міхай (hu:Tompa Mihály), Янош Арань, Вайда Янош (hu:Vajda János (költő)), Кіш Йожеф (hu:Kiss József (költő)) - Німеччина: Йоганн Вольфганг фон Гете, Фрідріх Гельдерлін, Новаліс, Людвіг Тік, Клеменс Брентано, Адельберт фон Шаміссо, Людвіг Уланд, Йозеф фон Айхендорф, Теодор Кернер, Вільгельм Мюллер, Август фон Платен-Галлермюнде (de:August von Platen-Hallermünde), Аннетте фон Дросте-Гюльсгофф, Едуард Меріке, Фердінанд Фрайліграт (de:Ferdinand Freiligrath), Георг Гервег, Георг Веєрт, Крістіан Фрідріх Геббель, Теодор Шторм, Вільгельм Буш, Детлеф фон Лілієнкрон (de:Detlev von Liliencron) - Лужицькосербські поети: Гандрій Зейлер, Мато Косик, Якуб Барт-Цішинський - Греція: Андреас Калвос, Діонісіос Соломос, Александрос Суцос (el:Αλέξανδρος Κ. Σούτσος), Александрос Рангавіс, Андреас Ласкаратос, Арістотеліс Валаорітіс (el:Αριστοτέλης Βαλαωρίτης), Георгіос Візіїнос (el:Γεώργιος Βιζυηνός), Аргіріс Ефталіотіс (el:Αργύρης Εφταλιώτης), Лорендзос Мавіліс (el:Λορέντζος Μαβίλης), Костас Крісталліс (el:Κώστας Κρυστάλλης) - Данія: Адам Готлоб Еленшлегер, Крістіан Вінтер (da:Christian Winther (digter)), Ганс Крістіан Андерсен, Фредерік Палудан-Мюллер (da:Frederik Paludan-Müller), Хольгер Драхман, Єнс Петер Якобсен - Ірландія: Джеймс Кларенс Менган (en:James Clarence Mangan), Томас Девіс (ga:Tomás Dáibhis) - Ісландія: Б'ярні Тораренсен (is:Bjarni Thorarensen), Сігурдур Брейдфьйорд (is:Sigurður Breiðfjörð), Йонас Гатльґрімссон, Крістіан Йоунссон (is:Kristján Jónsson fjallaskáld), Стейнгрімур Торстейнссон (is:Steingrímur Thorsteinsson), Маттіас Йохумссон (is:Matthías Jochumsson), Торстейдн Ерлінгссон (is:Þorsteinn Erlingsson) - Іспанія: Мануель Хосе Кінтана (es:Manuel José Quintana), Анхель де Сааведра, герцог Рівас, Хосе де Еспронседа, Хосе Соррилья, Росалія де Кастро, Густаво Адольфо Беккер, Рамон де Кампоамор (es:Ramón de Campoamor) - Італія: Карло Порта (it:Carlo Porta), Уґо Фосколо, Алессандро Мандзоні, Джакомо Леопарді, Джузеппе Джусті (it:Giuseppe Giusti), Джузеппе Джоакіно Беллі (it:Giuseppe Gioachino Belli), Джозуе Кардуччі, Джованні Пасколі (it:Giovanni Pascoli) - Нідерланди: Віллем Білдердейк (nl:Willem Bilderdijk), Антоні Крістіан Вінанд Старінг (nl:Anthony Christiaan Winand Staring), Евергард Йоганнес Потгітер (nl:Everhardus Johannes Potgieter), Віллем Клос (nl:Willem Kloos (dichter)), Альберт Вервей (nl:Albert Verwey) - Норвегія: Юган Себастьян Вельгавн, Генрік Арнольд Верґеланн, Б'єрнстьєрне Б'єрнсон, Пер Сівле - Польща: Казімеж Бродзінський, Антоній Мальчевський, Северин Гощинський, Юліуш Словацький, Зигмунт Красінський, Ришард Бервинський (pl:Ryszard Berwiński), Ципріан Норвід, Теофіл Ленартович, Владислав Сирокомля, Адам Асник, Марія Конопницька, Ян Каспрович, Казимеж Тетмаєр, Станіслав Виспянський - Португалія: Жуан Алмейда Гаррет, Жуан де Деуш (pt:João de Deus de Nogueira Ramos), Антеро де Кентал (pt:Antero de Quental), Абіліо Герра Жункейро - Румунія: Йон Будай-Деляну, Васіле Кирлова (ro:Vasile Cârlova), Грігоре Александреску, Чезар Боліак, Дімітріє Болінтіняну, Богдан Петричейку Гашдеу, Александру Влахуце, Думітру Некулуце (ro:Dumitru Theodor Neculuță), Александру Мачедонскі - Фінляндія: Юган Людвіг Рунеберг, Захаріас Топеліус, Алексіс Ківі, Юліус Векселль (fi:Josef Julius Wecksell), Каарло Крамсу (fi:Kaarlo Kramsu), Касімір Лейно - Франція: Андре Шеньє, Альфонс де Ламартін, Альфред де Віньї, Марселіна Деборд-Вальмор, Шарль-Оґюстен де Сент-Бев, Альфред де Мюссе, Ежезіпп Моро (fr:Hégésippe Moreau), П'єр Лашамбоді, Петрюс Борель (fr:Pétrus Borel), Жерар де Нерваль, Алоїзіус Бертран, Теофіль Готьє, Шарль Леконт де Ліль, Луї Менар (fr:Louis Ménard), Теодор де Банвіль, Жозе-Маріа де Ередіа, Шарль Бодлер, Поль Верлен, Анатоль Франс, Жан Батіст Клеман (fr:Jean Baptiste Clément), Ежен Потьє, Лотреамон, Артюр Рембо, Шарль Кро (fr:Charles Cros), Трістан Корб'єр, Жермен Нуво, Стефан Малларме, Жуль Лафорг - Чехословаччина: Ян Коллар, Карел Гінек Маха, Карел Гавлічек-Боровський, Сватоплук Чех, Ярослав Врхліцький, Томашик Самуел, Андрей Сладкович, Янко Краль, Павол Орсаг Гвездослав - Швейцарія: Александр Віне (fr:Alexandre Vinet), Жюст Олів'є (fr:Juste Olivier), Готфрид Келлер, Анрі-Фредерік Ам'єль (fr:Henri-Frédéric Amiel), Генріх Лойтхольд (de:Heinrich Leuthold), Конрад Фердінанд Маєр (de:Conrad Ferdinand Meyer), Еліджіо Пометта (it:Eligio Pometta) - Швеція: Есаяс Теґнер, Карл Йонас Лове Алмквіст, Віктор Рюдберг (sv:Viktor Rydberg), Юхан Август Стріндберг, Густав Фредінг - Югославія: Франце Прешерен, Петр Петрович-Негош, Іван Мажуранич, Петар Прерадович, Бранко Радичевич, Джура Якшич, Йован Йованович-Змай, Антон Ашкерц, Сильвіє Страхимир Краньчевич, Драготін Кетте, Йосип Мурн-Александров |
| 86  | Еміль Золя                                  | - Тереза Ракен (fr:Thérèse Raquin) - Жерміналь |
| 87  | Генрік Ібсен                                | - Драми: - Пер Ґінт - Ляльковий дім - Привиди (no:Gengangere) - Ворог народу (no:En folkefiende) - Дика качка (no:Vildanden) - Гедда Ґаблер - Будівничий Сольнес - Юн Габріель Боркман (no:John Gabriel Borkman) - Вірші |
| 88  | Готфрид Келлер                              | - Зелений Генріх (de:Der grüne Heinrich) |
| 89  | Генріх фон Кляйст                           | - Драми: - Роберт Гвіскар, Герцог Нормандський (фрагмент) (de:Robert Guiskard, Herzog der Normänner) - Розбитий глек - Пентесілея (de:Penthesilea (Kleist)) - Кетхен з Гайльбронна, або Випробування вогнем (de:Das Käthchen von Heilbronn) - Принц Фрідріх Гомбурзький (de:Prinz Friedrich von Homburg oder die Schlacht bei Fehrbellin) - Новели: - Міхаель Кольхас (de:Michael Kohlhaas) - Маркіза О… (de:Die Marquise von O....) - Землетрус у Чилі (de:Das Erdbeben in Chili) - Заручини в Сан-Домінго (de:Die Verlobung in St. Domingo) - Локарнська жебрачка (de:Das Bettelweib von Locarno) |
| 90  | Шарль де Костер                             | - Легенда про Уленшпігеля |
| 91  | Джеймс Фенімор Купер                        | - Шпигун - Останній з могікан |
| 92  | Микола Лєсков                               | - Леді Макбет Мценського повіту (ru:Леди Макбет Мценского уезда) - Войовниця (ru:Воительница (повесть)) - Зображений янгол (ru:Запечатленный ангел) - Зачарований мандрівник (ru:Очарованный странник) - Залізна воля (de:Der eiserne Wille (Nikolai Leskow)) - Однодум (ru:Однодум) - Несмертельний Голован (ru:Несмертельный Голован) - Левша (ru:Левша) - Тупейний художник (ru:Тупейный художник) - Людина на чатах (ru:Человек на часах) - Зимовий день (de:Ein Wintertag) |
| 93  | Михайло Лермонтов                           | - Вірші - Поеми: - Останній син вольності - Ізмаїл-Бей (ru:Измаил-Бей) - Хаджі Абрек (ru:Хаджи Абрек (поэма)) - Сашка - Пісня про купця Калашникова (ru:Песня о купце Калашникове) - Тамбовська скарбничниця (ru:Тамбовская казначейша) - Утікач ru:Беглец (Лермонтов) - Демон (ru:Демон (поэма)) - Мцирі (ru:Мцыри) - Казка для дітей - Маскарад (ru:Маскарад (пьеса)) - Герой нашого часу |
| 94  | Герман Мелвілл                              | - Мобі Дік |
| 95  | Проспер Меріме                              | - Хроніка царювання Карла IX (fr:Chronique du règne de Charles IX) - Новели |
| 96  | Адам Міцкевич                               | - Вірші - Поеми: - Гражина - Конрад Валленрод - Дзяди (pl:Dziady (dramat)) - Пан Тадеуш |
| 97  | Гі де Мопассан                              | - Життя - Любий друг - Новели |
| 98  | Микола Некрасов                             | - Вірші. Поеми |
| 99  | Ян Неруда                                   | - Вірші - Оповідання - Малостранські повісті (cs:Povídky malostranské) - Нариси та статті |
| 100 | Шандор Петефі                               | - Вірші - Поеми: - Витязь Янош (hu:János vitéz) - Чарівний сон (угор. Tündérálom) - Шалго (угор. Salgó) - Марія Сечі (угор. Széchy Mária) - Дурний Ішток (угор. Bolond Istók) - Апостол (hu:Az apostol) |
| 101 | Едгар Аллан По                              | - Вірші. Проза |
| 102 | Поезія народів СРСР XIX-початку XX століття | - Українські: Петро Гулак-Артемовський, Левко Боровиковський, Маркіян Шашкевич, Микола Устиянович, Євген Гребінка, Семен Гулак-Артемовський, Микола Костомаров, Яків Щоголів, Леонід Глібов, Степан Руданський, Юрій Федькович, Михайло Старицький, Іван Манжура, Борис Грінченко, Павло Грабовський, Володимир Самійленко, Осип Маковей, Агатангел Кримський, Олександр Олесь - Білоруські: Ян Чечот, Павлюк Багрим (be:Паўлюк Багрым), Владислав Сирокомля, Кастусь Калиновський, Францішек Богушевич, Янка Лучина, Адам Гуринович (be:Адам Гурыновіч), Тітка, Фелікс Топчевський (be:Фелікс Феліксавіч Тапчэўскі), Янка Журба, Максим Богданович, Алесь Гурло (be:Алесь Гурло) - Молдавські: Константин Стаматі, Георге Асакі, Александру Донич, Александру Гиждеу, Васіле Александрі, Йон Сирбу (ro:Ioan Sârbu), Богдан Гашдеу, Міхай Емінеску, Сержиу Віктор Кужбе, Тудосе Роман (ro:Tudose Roman), Алексей Матеєвич - Латвійські: Юріс Алунан, Кріш'ян Барон, Андрей Пумпур, Матіс Каудзіте, Аусекліс, Яніс Есенбергіс (lv:Esenberģu Jānis), Персієтіс (латис. Pērsietis), Рудольф Блауман, Едвард Трейманіс-Зваргуліс (lv:Edvards Treimanis-Zvārgulis), Эдуард Вейденбаум (lv:Eduards Veidenbaums), Аспазія, Аугуст Саулієтіс (lv:Augusts Saulietis), Яніс Порукс (lv:Jānis Poruks), Маконіс (латис. Mākonis), Віліс Плудонс (lv:Vilis Plūdons), Карліс Скалбе, Фріцис Барда (lv:Fricis Bārda), Аугуст Брукленайс (латис. Augusts Brūklenājs) - Литовські: Діонізас Пошка, Антанас Страздас (lt:Antanas Strazdas), Кіпріонас Незабітаускіс-Забітис (lt:Kiprijonas Nezabitauskis), Сільвестрас Валюнас (lt:Silvestras Teofilis Valiūnas), Сімонас Станявічюс (lt:Simonas Stanevičius), Каєтонас Алекнавічюс (lt:Kajetonas Aleknavičius), Юргіс Зауервейнас (lt:Jurgis Zauerveinas), Юлюс Анусавічюс (lt:Julius Anusavičius), Клеменсас Кайріс (lt:Klemensas Kairys), Антанас Баранаускас, Антанас Венажиндіс (lt:Antanas Vienažindys), Станісловас Дагілис (lt:Stanislovas Dagilis), Петрас Армінас-Трупінеліс (lt:Petras Arminas-Trupinėlis), Вінцас Кудірка, Майроніс, Ксаверас Сакалаускас (lt:Ksaveras Sakalauskas-Vanagėlis), Людмила Малінаускайте-Егле, Йонас Мачис-Кекштас (lt:Jonas Mačys-Kėkštas), Пранас Вайчайтіс (lt:Pranas Vaičaitis), Вінцас Стоніс (лит. Vincas Stonis), Казіс Бінкіс (lt:Kazys Binkis), Вінцас Миколайтіс-Путінас, Зігмас Геле) (lt:Zigmas Gaidamavičius-Gėlė), Юлюс Яноніс, Баліс Сруоґа - Естонські: Фрідріх Роберт Фельман, Крістіан Яак Петерсон, Фрідріх Кройцвальд, Мартін Кербер (et:Martin Körber), Фрідріх Руссов (et:Edmund August Friedrich Russow), Карл Роберт Якобсон, Фрідріх Кулбарс (et:Friedrich Kuhlbars), Лідія Койдула, Міхкель Веске (et:Mihkel Veske), Адо Рейнвальд (et:Ado Reinvald), Юхан Кундер (et:Juhan Kunder), Петер Якобсон (et:Peeter Jakobson), Якоб Лійв (et:Jakob Liiv), Якоб Тамм (et:Jakob Tamm), Карл Едуард Сеет (et:Karl Eduard Sööt), Юхан Лійв, Анна Гаава, Юхан Лілієнбах (et:Juhan Lilienbach) - Комі: Іван Куратов - Карельські (ru:Категория:Поэты Карелии): Ялмарі Віртанен (fi:Jalmari Virtanen) - Єврейські: Шлойме Етінгер (pl:Szłojme Etinger), Міхл Гордон (англ. Mikhl Gordon), Абрам Гольдфаден, Марк Варшавський (en:Mark Warshawsky), Іцхак Лейбуш Перец, Моріц Вінчевський (англ. Moriz Wintschewsky), Шолом-Алейхем, Семен Фруг, Моріс Розенфельд (en:Morris Rosenfeld), Давід Едельштадт (en:David Edelstadt), Йосип Бовшовер (pl:Józef Bowszower), Хаїм-Нахман Бялик - Грузинські: Олександр Чавчавадзе (ka:ალექსანდრე ჭავჭავაძე), Григол Орбеліани (ka:გრიგოლ ორბელიანი), Вахтанг Орбеліани (en:Vakhtang Orbeliani), Ніколоз Бараташвілі, Рафаел Еріставі (ka:რაფიელ ერისთავი), Ілля Чавчавадзе, Акакій Церетелі, Важа Пшавела, Іродіон Євдошвілі (ka:იროდიონ ევდოშვილი), Валеріан Гапріндашвілі (ka:ვალერიან გაფრინდაშვილი), Сандро Шаншиашвілі (ka:სანდრო შანშიაშვილი), Йосип Грішашвілі (ka:იოსებ გრიშაშვილი) - Вірменські: Хачатур Абовян, Гевонд Алішан, Мкртич Пешикташлян (hy:Մկրտիչ Պեշիկթաշլյան), Мікаел Налбандян, Рафаел Патканян, Геворг Додохян (hy:Գևորգ Դոդոխյան), Газарос Агаян, Смбат Шахазіз, Петрос Дурян, Іоаннес Іоаннісян (hy:Հովհաննես Հովհաննիսյան (բանաստեղծ)), Олександр Цатурян (hy:Ալեքսանդր Ծատուրյան), Акоп Акопян, Ованес Туманян, Левон Шант, Аветік Ісаакян, Шушанік Кургінян, Ваган Текеян (hy:Վահան Թեքեյան), Сіаманто, Даніел Варужан, Рубен Севак, Ваан Тер'ян (hy:Վահան Տերյան), Костан Зарян (hy:Կոստան Զարյան), Місак Мецаренц - Азербайджанські: Закір (az:Qasım bəy Zakir), Аббас-Кулі-Ага-Кудсі Бакіханов, Мірза Шафі Вазех, Хейран-Ханум (az:Heyran xanım), Абулькасім Набаті (az:Əbülqasim Nəbati), Мірза-Фаталі Ахундов, Ашуг Алескер, Хуршидбану Натаван, Сеїд-Сезім Ширвані (az:Seyid Əzim Şirvani), Мірза Алекпер Сабір, Аббас Сіххат, Гусейн Джавід - Дагестанські (ru:Категория:Поэты Дагестана): Чанка (Тажутдин) (av:БакьагьичӀиса ЧӀанкӀа), Махмуд з Кахаб-Росо (av:ХъахӀабросолъа МахӀмуд), Батирай (ru:Батырай, Омарла), Ахмед Мунгі (ru:Мунги, Ахмед), Ірчи Казак (ru:Ирчи Казак), Магомед-Ефенді Османов (ru:Османов, Магомед-Эфенди), Щаза із Курклі (lbe:Ккуркуллал Щаза), Гарун Саїдов (ru:Саидов, Гарун Саидович), Єтім Емін (lez:Етим Эмин), Гаджі Ахтинський (lez:Ахцегь Гьажи) - Осетинські: Сека Гадієв (os:Гæдиаты Секъа), Коста Хетагуров, Георгий Цаголов (ru:Цаголов, Георгий Михайлович), Шаміль Абаєв (ru:Абаев, Шамиль Бекмурзаевич), Цомак Гадієв (os:Гæдиаты Цомахъ), Созур Баграєв - Балкарські (ru:Категория:Поэты Кабардино-Балкарии): Кязім Мечієв (ru:Мечиев, Кязим Беккиевич) - Татарські: Габдельжаббар Кандалий (tt:Габделҗаббар Кандалый), Галі Чокрий (ba:Ғәли Соҡорой), Міфтахетдін Акмулла, Яков Ємельянов (tt:Җәкәү Емельянов), Дардменд (tt:Дәрдемәнд), Сагіт Рамієв (tt:Сәгыйть Рәмиев), Габдулла Тукай - Башкирські: Шахайзада Бабич (ba:Бабич Шәйехзада Мөхәмәтзакир улы) - Калмицькі (ru:Категория:Поэты Калмыкии): Боован Бадма (ru:Боован Бадма) - Марійські: Сергій Чавайн, Микола Мухін (mhr:Мухин, Николай Семёнович) - Чуваські: Костянтин Іванов, Еміне (cv:Эмине) - Казахські: Шоже Каржаулов (kk:Шөже Қаржаубайұлы), Суюнбай Аранов (kk:Сүйінбай Аронұлы), Биржан-сал (kk:Біржан Қожағұлұлы), Жаяу Муса (kk:Жаяу Мұса Байжанұлы), Алтинсарін Ібрай, Ахан-Сере Карамсін (kk:Ақан сері), Кемпірбай (kk:Кемпірбай Бөгенбайұлы), Абай Кунанбаєв, Сари, Балуан Шолак (kk:Балуан Шолақ), Султанмахмут Торайгиров (kk:Сұлтанмахмұт Торайғыров) - Узбецькі: Мухаммед Агахи (uz:Ogahiy), Фазлі, Мухаммед Шаріф Гульхані, Махзуна (uz:Mahzuna), Надіра (uz:Nodira), Махмуд Махмур (ru:Махмур), Б'язмухаммед Каміль Хорезмі (uz:Komil Xorazmiy), Мухаммед Амін-Ходжа Мукімі, Фуркат, Аваз Отар Огли - Каракалпацькі (ru:Категория:Каракалпакские поэты): Ібраїн-Ули Кун-Ходжа, Косибай-ули Ажиніяз (kaa:A'jiniyaz), Бердах, Сарибай - Туркменські: Кеміне, Сеїді (tk:Seýitnazar Seýdi), Зелілі (tk:Gurbandurdy Zelili Ömri we Döredijiligi), Кятібі, Кардиберди-огли Молланепес (tk:Mollanepes), Мятаджі (tk:Mätäji), Міскін-клич, Сахібджемал, Кермолла, Молладурди - Таджицькі: Ахмад-Махдум ібн Носір Доніш, Абдулкодір Ходжа Савдо, Сомі Мірзо Азім Бустоні (ru:Абдалазим Сами), Шамсіддін-Махдум Шохін, Тошходжа Асірі, Мухаммад Сіддик Хайрат - Киргизькі: Тоголок Молдо (ky:Тоголок Молдо), Токтогул Сатилганов, Исак Шайбеков (ky:Ысак Шайбеков), Калик Акієв, Барпи Аликулов |
| 103 | Олександр Пушкін                            | - Вірші - Поеми: - Руслан і Людмила - Кавказький бранець - Гавриїліада - Брати розбійники - Бахчисарайський фонтан - Цигани - Граф Нулін - Полтава - Тазит - Будиночок у Коломні - Анджело - Мідний вершник - Казки: - Казка про попа і наймита його Балду - Казка про царя Салтана - Казка про рибака та рибку - Казка про мертву царівну та про сімох богатирів - Казка про золотого півника |
| 104 | Олександр Пушкін                            | - Євгеній Онєгін - Драматичні твори: - Борис Годунов - Сцена з Фаусту - Скупий лицар - Моцарт і Сальєрі - Кам'яний гість - Бенкет у чуму - Русалка - Сцени з лицарських часів - Романи, повісті: - Арап Петра Великого - Роман в листах - Повісті покійного Івана Петровича Бєлкіна - Історія села Горюхіна - Рославлєв - Дубровський - Пікова дама - Кирджалі - Єгипетські ночі - Капітанська дочка - Подорож до Арзруму під час походу 1829 року (en:A Journey to Arzrum) |
| 105 | Російська поезія ХІХ століття (том перший)  | - Василь Жуковський, Василь Пушкін (ru:Пушкин, Василий Львович), Олексій Мерзляков (ru:Мерзляков, Алексей Фёдорович), Михайло Мілонов (ru:Милонов, Михаил Васильевич), Олександр Тургенєв, Олександр Воєйков, Денис Давидов, Іван Крилов, Костянтин Батюшков, Микола Гнєдич, Федір Глінка, Павло Катенін (ru:Катенин, Павел Александрович), Кіндрат Рилєєв, Олександр Бестужев, Вільгельм Кюхельбекер, Олександр Одоєвський, Петро Вяземський, Євген Баратинський, Антон Дельвіг, Микола Язиков, Іван Козлов (ru:Козлов, Иван Иванович), Олександр Полєжаєв (ru:Полежаев, Александр Иванович), Дмитро Веневітінов (ru:Веневитинов, Дмитрий Владимирович), Степан Шевирьов (ru:Шевырёв, Степан Петрович), Олексій Хом'яков, Микола Циганов (ru:Цыганов, Николай Григорьевич), Михайло Суханов (ru:Суханов, Михаил Дмитриевич), Федір Туманський, Олександр Ротчев (ru:Ротчев, Александр Гаврилович), Олександр Вельтман, Андрій Подолинський, Сергій Стромілов (ru:Стромилов, Сергей Семёнович), Нестор Кукольник, Володимир Бенедиктов, Петро Єршов, Костянтин Аксаков, Олексій Кольцов |
| 106 | Російська поезія ХІХ століття (том другий)  | - Федір Тютчев, Кароліна Павлова (ru:Павлова, Каролина Карловна), Євген Гребінка, Іван Мятлев (ru:Мятлев, Иван Петрович), Едуард Губер, Євдокія Ростопчина, Іван Тургенєв, Микола Огарьов, Олексій Плещеєв, Аполлон Майков, Афанасій Фет, Аполлон Григор'єв (ru:Григорьев, Аполлон Александрович), Яків Полонський, Олексій Толстой, Козьма Прутков, Іван Аксаков, Лев Мей, Микола Щербина, Олексій Разорьонов (ru:Разорёнов, Алексей Ермилович), Іван Нікітін (ru:Никитин, Иван Саввич), Микола Добролюбов, Михайло Михайлов, Василь Курочкін (ru:Курочкин, Василий Степанович), Дмитро Мінаев (ru:Минаев, Дмитрий Дмитриевич), Василь Богданов (ru:Богданов, Василий Иванович), Петро Вейнберг, Ліодор Пальмін (ru:Пальмин, Лиодор Иванович), Олексій Жемчужников, Олександр Аммосов (ru:Аммосов, Александр Николаевич), Олександр Навроцький (ru:Навроцкий, Александр Александрович (1839—1914)), Петро Лавров, Інокентій Федоров (Омулевський) (ru:Омулевский, Иннокентий Васильевич), Леонід Трефолєв (ru:Трефолев, Леонид Николаевич), Іван Суриков (ru:Суриков, Иван Захарович), Спиридон Дрожжин (ru:Дрожжин, Спиридон Дмитриевич), Дмитро Садовников (ru:Садовников, Дмитрий Николаевич), Олександр Боровиковський, Петро Якубович (ru:Якубович, Пётр Филиппович), Віра Фігнер, Анна Барикова (ru:Барыкова, Анна Павловна), Олексій Апухтін, Костянтин Случевський (ru:Случевский, Константин Константинович), Микола Мінський (ru:Минский, Николай Максимович), Влодимир Соловйов, Семен Надсон, Костянтин Фофанов (ru:Фофанов, Константин Михайлович), Мірра Лохвицька, Леонід Радін |
| 107 | Жорж Санд                                   | - Мопра (fr:Mauprat (roman)) - Орас (фр. Horace) |
| 108 | Михайло Салтиков-Щедрін                     | - Історія одного міста (ru:История одного города) - Панове Головльови (ru:Господа Головлёвы) - Казки |
| 109 | Вальтер Скотт                               | - Пуритани (en:Old Mortality) - Легенда про Монтроза (en:A Legend of Montrose) |
| 110 | Стендаль                                    | - Червоне і чорне |
| 111 | Марк Твен                                   | - Пригоди Тома Соєра - Пригоди Гекльберрі Фінна - Оповідання |
| 112 | Вільям Текерей                              | - Ярмарок суєти: Роман без героя |
| 113 | Лев Толстой                                 | - Війна і мир (томи 1 та 2) |
| 114 | Лев Толстой                                 | - Війна і мир (томи 3 та 4) |
| 115 | Лев Толстой                                 | - Анна Кареніна |
| 116 | Лев Толстой                                 | - Воскресіння |
| 117 | Іван Тургенєв                               | - Записки мисливця (ru:Записки охотника) - Напередодні - Батьки і діти |
| 118 | Оскар Вайлд. Редьярд Кіплінг                | - Оскар Вайлд: - Вірші - Портрет Доріана Грея - Тюремна сповідь (De profundis) - Редьярд Кіплінг: - Вірші - Оповідання |
| 119 | Класична американська поезія                | - Генрі Лонгфелло. Пісня про Гайавату - Волт Вітмен. Вірші та поеми - Емілі Дікінсон. Вірші |
| 120 | Гюстав Флобер                               | - Пані Боварі - Виховання почуттів (fr:L'Éducation sentimentale) |
| 121 | Іван Франко                                 | - Вірші - Поеми: - Смерть Каїна - Іван Вишенський - На Святоюрській горі - Мойсей - Оповідання - Борислав сміється |
| 122 | Микола Чернишевський                        | - Що робити? |
| 123 | Антон Чехов                                 | - Повісті. Оповідання - П'єси: - Чайка - Три сестри - Вишневий сад |
| 124 | Тарас Шевченко                              | - Кобзар |
| 125 | Поезія англійського романтизму              | - Вільям Блейк, Вальтер Скотт, Семюел Тейлор Колрідж, Вільям Вордсворт, Роберт Сауті, Томас Мур, Джордж Гордон Байрон, Персі Біші Шеллі, Джон Кітс |
| 126 | Румунська класична література               | - Васіле Александрі. Вірші - Міхай Емінеску. Вірші - Джордже Кошбук. Вірші - Йон Лука Караджале: - Загублений лист (ro:O scrisoare pierdută) - Оповідання - Йоан Славич. Щасливий млин (ro:Moara cu noroc) |
| 127 | Еса ді Кейрош                               | - Злочин падре Амару - Листування Фрадіке Мендеса (pt:A Correspondência de Fradique Mendes) |

### Серія третя
| Том | Тематика тому                         | Твори, що увійшли до тому |
| --- | ------------------------------------- | --- |
| 128 | Садріддін Айні                        | - Раби (tg:Ғуломон) |
| 129 | Акутаґава Рюноске                     | - Новели |
| 130 | Іво Андрич                            | - Травницька хроніка (sr:Травничка хроника) - Міст на Дрині |
| 131 | Поезія Африки                         | - Алжир: Надя Гендуз (fr:Nadia Guendouz), Анна Грекі (fr:Anna Gréki), Ассія Джебар, Мохаммед Діб, Зехор Зерарі (фр. Zehor Zerari), Катеб Ясін (fr:Kateb Yacine), Анрі Креа (fr:Henri Kréa), Каддур М'Хамсаджі (fr:Kaddour M'Hamsadji), Абу аль-Касім Саадалла (fr:Abou El Kacem Saâdallah), Жан Сенак (fr:Jean Sénac (poète)), Малек Хаддад (fr:Malek Haddad), Буалем Хальфа (fr:Boualem Khalfa), Башир Хадж Алі (fr:Bachir Hadj Ali) - Ангола: Жоан Абел, Маріо Антоніо (pt:Mário António), Антоніо Жазінто (pt:António Jacinto), Антоніо Кардозо (pt:António Cardoso), Фернандо Коста Андраде (порт. Francisco Fernando Costa Andrade), Алда Лара (pt:Alda Lara), Енріке Лопес Герра (порт. Enrique Lopez Guerra), Агостіньйо Нето, Арналдо Сантос (pt:Arnaldo Santos) - Берег Слонової Кістки: Бернар Дадьє - Гамбія (ru:Категория:Поэты Гамбии): Ленрі Пітерс (en:Lenrie Peters) - Гана: Кофі Авунор, Джойс Адду, Гьормбеї Адалі-Морті (en:Geormbeeyi Adali-Mortty), Рафаел Е.-Г. Армагту (en:Raphael Armattoe), Бенібонгор Дж. Блей (en:J. Benibengor Blay), Квесі Брю (en:Kwesi Brew), Джу де Графт (en:Joe de Graft), Дж.-В.-Б. Данкве (en:J. B. Danquah), Майкл Дей-Ананг (ru:Дей-Ананг, Майкл), Елліс Ейті Комей (en:Ellis Ayitey Komey), Сет Д. Куджо, Коджо Гінає К'єї (англ. Kojo Gyinaye Kyei), Аква Лалуа (англ. Aqua Laluah), Альберт Кейпер Менса (англ. Albert Kayper-Mensah), Атуквей Окай (en:Atukwei Okai), Френсіс Паркс (en:Frank Kobina Parkes), Ефуа Теодора Сазерленд (en:Efua Sutherland), Ізраел Кафу Хо - Гвінея (en:Category:Guinean poets): Нене Кхалі (en:Condetto Nénékhaly-Camara), Мамаду Траоре Рей Отра (англ. Mamadou Traoré Ray Autra), Кейта Фодеба (fr:Fodéba Keïta) - Дагомея (ru:Категория:Поэты Бенина): Рішар Догбе (fr:Richard Dogbeh), Юсташ Прюденсіо (fr:Eustache Prudencio) - Єгипет: Салах Джахін (en:Salah Jahin), Мухаммед Хафіз Ібрахім (ru:Ибрагим Мухаммад Хафиз), Мугахід Абд аль-Мунейм Мугахід, Ібрагім Мухаммед Нагі (en:Ibrahim Nagi), Ахмад Рамі (en:Ahmed Rami (poet)), Салах Абд ас-Сабур, Нагіб Сурур (en:Naguib Surur), Байрам ат-Туниси (en:Bayram al-Tunisi), Зейнаб Мухаммед Хусейн, Ахмад Абд аль-Му'ти Хігазі (en:Ahmed Hijazi (poet)), Ахмед Шауки - Заїр (fr:Catégorie:Poète congolais (RDC)): Патріс Лумумба, Антуан Роже Боламба (fr:Antoine-Roger Bolamba), Клементіна Нзужі (fr:Clémentine Nzuji) - Острови Зеленого Мису (ru:Категория:Поэты Кабо-Верде): Освалдо Алкантара (pt:Baltasar Lopes da Silva), Жоржі Барбоза (pt:Jorge Barbosa), Каобердіано Дамбара (ru:Каобердиано Дамбара), Каобердіано Куноті, Мануел Лопес (pt:Manuel Lopes), Габріел Маріано (pt:Gabriel Mariano), Овідіо Мартінс (pt:Ovídio Martins), Томас Мартінс (порт. Tomás Martins), Гільєрмо Рошто, Еуженіо Таварес (pt:Eugénio Tavares), Агіналдо Фонсека (pt:Aguinaldo Fonseca), Марио Фонсека (gl:Mário Fonseca), Арналду Франса (порт. Arnaldo Carlos de Vasconcelos França) - Камерун (fr:Catégorie:Poète camerounais): Франсіс Бебей (fr:Francis Bebey), Елолонге Епанья Йондо (фр. Elolongué Epanya Yondo), Франсуа Сенгат-Куо (fr:François Sengat Kuo), Гене Філомбе - Кенія (ru:Категория:Поэты Кении): Маріна Гаше (en:Rebeka Njau), Джозеф Каріукі (англ. Joseph Kariuki), Джон Мбіті (en:John Mbiti) - Конго (fr:Catégorie:Poète congolais (RDC)): Максім Ндебека (fr:Maxime N'Débéka), Марсіаль Сінда (fr:Martial Sinda), Жан-Батіст Таті-Лутар (fr:Jean-Baptiste Tati Loutard), Чикая У'Тамсі (fr:Tchicaya U Tam'si) - Ліберія (en:Category:Liberian poets): Роланд Тамбекай Демпстер (fr:Roland T. Dempster), Бай Т. Мур (en:Bai T. Moore) - Лівія (ru:Категория:Поэты Ливии): Алі Мухаммад ар-Ракії (ar:علي الرقيعي) - Острів Маврикій (en:Category:Mauritian poets): Едуар Моник (fr:Édouard J. Maunick) - Малаві (en:Category:Malawian poets): Девід Рубадірі (en:David Rubadiri) - Малагасійська Республіка (ru:Категория:Поэты Мадагаскара): Жан-Жозеф Рабеарівело (fr:Jean-Joseph Rabearivelo), Жак Рабеманандзара (fr:Jacques Rabemananjara), Флав'єн Ранаїво (fr:Flavien Ranaivo) - Малі (ru:Категория:Поэты Мали): Мамаду Голого (fr:Mamadou El Béchir Gologo), Гауссу Діавара (фр. Gaoussou Diawara), Албакай Усман Кунта, Філі Дабо Сіссоко (fr:Fily Dabo Sissoko) - Марокко (ru:Категория:Поэты Марокко): Мухаммед Азіз Лахбабі (fr:Mohamed Aziz Lahbabi) - Мозамбік (ru:Категория:Поэты Мозамбика): Онезімо Валіма (порт. Onesimo Valima), Сержіо Вієйра (pt:Sérgio Vieira de Mello), Жозе Кравейрінья (pt:José Craveirinha), Могімо, Кравейрінья Мпумо, Руй Ногар (fr:Rui Nogar), Руй де Норонья (pt:Rui de Noronha), Марселіно дос Сантос (pt:Marcelino dos Santos), Ноемія де Соуза (pt:Noémia de Sousa) - Нігерія: Адду Агво, Адебой Бабалола (en:Solomon Babalola), Мору Йосуфу Гіва, Мінджі Карібо (англ. Minji Karibo), Джон Пеппер Кларк (en:J. P. Clark), Гебріел Окара (en:Gabriel Okara), Крістофер Окігбо (en:Christopher Okigbo), Паюс Олегхе, Денніс Чукуде Осадебей (en:Dennis Osadebay), Франческа Джетунда Перейра (англ. Francesca Yetunde Emanuel), У.-І. Укву, Адебайо Фалеті (en:Adebayo Faleti), Ег Хіго, Воле Шоїнка, Френк Абіодун Ейг-Імукхеде (англ. Frank Abiodun Aig-Imoukhuede), Джон Еквере (англ. John Ekwere) - Острів Сан-Томе (pt:Categoría:Poetas de Santo Tomé y Príncipe): Каетано да Коста Алегре (pt:Caetano da Costa Alegre), Антонио Томас Медейрос (pt:António Tomás de Medeiros), Франсиско Жозе Тенрейро (pt:Francisco José Tenreiro), Алда до Еспіріто Санто (pt:Alda do Espírito Santo) - Сенегал: Ламін Діакате (fr:Lamine Diakhaté), Шейху Умар Діонг, Біраго Діоп (fr:Birago Diop), Давід Діоп (fr:David Diop (poète)), Леопольд Седар Сенгор, Сембен Усман (fr:Ousmane Sembène), Малік Фаль (фр. Malick Fall) - Судан (ru:Категория:Поэты Судана): Гілі абд ар-Рахман (en:Gely Abdel Rahman), Тадж ас-Сір Хасан (англ. Taj al-Sir Hassan), Мухаммад аль-Фейтурі (en:Muhammad al-Fayturi) - Сьєрра-Леоне (ru:Категория:Поэты Сьерра-Леоне): Гастон Барт-Вільямс (en:Gaston Bart-Williams) - Танзанія: Саїді Нгузо, Шаабан Роберт, Огендо Гастінгс - Туніс (fr:Catégorie:Poète tunisien): Абу аль-Касім аш-Шаббі (en:Aboul-Qacem Echebbi), Мухаммад аль-Арусі аль-Матві - Уганда (ru:Категория:Поэты Уганды): Є.-С. Атієно-Адхіамбо, Пітер Муваті, Окот п'Бітек (en:Okot p'Bitek) - Центральноафриканська Республіка: Макомбо Бамботе (фр. Pierre Makombo Bamboté) - Ефіопія (en:Category:Ethiopian poets): Кебеде Мікаель (en:Kebede Michael), Менгесту Лемма (en:Mengistu Lemma) - Південно-Африканська Республіка: Пітер Генрі Абрагамс, Денніс Брутус (en:Dennis Brutus), Бенедікт Вілакази (en:Benedict Wallet Vilakazi), А.-К. Джордан (en:Archibald Campbell Jordan), Інгрід Йонкер (en:Ingrid Jonker), Ольга Кірш (en:Olga Kirsch), Пітер Кларке (en:Peter Clarke (artist)), Леонард Коса, Ейс Кріге (en:Uys Krige), Мазісі Кунене (en:Mazisi Kunene), Н.-М. Кхакетла (en:'Masechele Caroline Ntseliseng Khaketla), Рой Кэмпбелл (en:Roy Campbell (poet)), Джулієт Лоув (англ. Juliet Marais Louw), Езекіїль Мпахеле (англ. Ezekiel Mphahlele), Освальд Джозеф Мтшалі (en:Oswald Mbuyiseni Mtshali), Артур Нортьє (en:Arthur Nortje), Алан Пейтон (en:Alan Paton), Космо Пітерс (en:Cosmo Pieterse), Вільям Пломер (en:William Plomer), Річард Рів, Френсіс Кері Слейтер (англ. Francis Carey Slater), Кінгслі Фейрбрідж (en:Kingsley Fairbridge) |
| 132 | Луї Арагон                            | - Страсний тиждень (fr:La Semaine Sainte) |
| 133 | Латиноамериканська романістика        | - Маріано Асуела. Ті, хто нижче (es:Los de abajo (novela)) - Ромуло Гальєгос. Донья Барбара (es:Doña Bárbara (novela)) - Мігель Анхель Астуріас. Сеньйор президент (es:El Señor Presidente) |
| 134 | Мухтар Ауезов                         | - Шлях Абая (том перший) (kk:Абай жолы (роман)) |
| 135 | Мухтар Ауезов                         | - Шлях Абая (том другий) (kk:Абай жолы (роман)) |
| 136 | Анрі Барбюс                           | - Вогонь (fr:Le Feu (Barbusse)) - Ясність (фр. Clarté) - Правдиві повісті (фр. Faits divers) |
| 137 | Йоганнес-Роберт Бехер                 | - Вірші - Прощання (de:Abschied (Roman)) - Земля, що тричі здригнулась (нім. Dreimal Bebende Erde) |
| 138 | Олександр Блок                        | - Вірші - Поеми: - Відплата (рос. Возмездие) - Дванадцять (ru:Двенадцать (поэма)) - Театр: - Балаганчик - Незнайомка - Роза та Хрест (ru:Роза и Крест) |
| 139 | Бертольт Брехт                        | - Вірші - Оповідання - П'єси: - Барабани вночі (de:Trommeln in der Nacht) - Страх і відчай у Третій імперії (de:Furcht und Elend des Dritten Reiches) - Матінка Кураж та її діти - Добра людина з Сичуані (de:Der gute Mensch von Sezuan) - Кавказьке крейдяне коло (de:Der kaukasische Kreidekreis) - Життя Галілея |
| 140 | Іван Бунін                            | - Вірші - Оповідання - Повісті |
| 141 | Європейський реалізм                  | - Мігель де Унамуно: - Туман (es:Niebla (novela)) - Авель Санчес (es:Abel Sánchez) - Рамон дель Вальє-Інклан. Тиран Бандерас (es:Tirano Banderas (novela)) - Піо Бароха: - Салакаїн відважний (es:Zalacaín el aventurero) - Вечори в Буен Ретіро (ісп. Las noches del Buen Retiro) |
| 142 | Бельгійська література                | - Еміль Верхарн: - Вірші - Зорі (фр. Les Aubes) - Моріс Метерлінк. П'єси: - Непрохана (fr:L'Intruse (Maeterlinck)) - Сліпі (fr:Les Aveugles (Maeterlinck)) - Там усередині (fr:Intérieur (Maeterlinck)) - Смерть Тентажіля (fr:La Mort de Tintagiles) - Монна Ванна (fr:Monna Vanna) - Чудо Святого Антонія (фр. Le Miracle de saint Antoine) - Синій птах |
| 143 | Іспанські поети ХХ століття           | - Хуан Рамон Хіменес, Антоніо Мачадо, Федеріко Гарсія Лорка, Рафаель Альберті, Мігель Ернандес |
| 144 | Ярослав Гашек                         | - Пригоди бравого вояка Швейка |
| 145 | Джон Голсуорсі                        | - Сага про Форсайтів (том перший) |
| 146 | Джон Голсуорсі                        | - Сага про Форсайтів (том другий) |
| 147 | Максим Горький                        | - Дитинство (ru:Детство (Горький)) - В людях - Мої університети |
| 148 | Максим Горький                        | - Мати (ru:Мать (роман)) - Справа Артамонових (ru:Дело Артамоновых (роман)) |
| 149 | Максим Горький                        | - Оповідання. Нариси - Спогади - П'єси: - На дні - Єгор Буличов та інші (ru:Егор Булычов и другие) |
| 150 | Теодор Драйзер                        | - Американська трагедія |
| 151 | Сергій Єсенін                         | - Вірші - Поеми: - Пугачов - Гуляй-поле (уривок «Ленін») - Пісня про великий похід (рос. Песнь о великом походе) - Поема про 36 (рос. Поэма о 36) - Анна Снєгіна (ru:Анна Снегина (поэма)) - Чорна людина (ru:Чёрный человек) |
| 152 | Західноєвропейська поезія ХХ століття | - Австрія: Гуґо фон Гофмансталь, Райнер Марія Рільке, Карл Краус, Стефан Цвейг, Бертольд Фіртель (de:Berthold Viertel), Альберт Еренштайн, Герман Брох, Георг Тракль, Альма Йоганна Кеніг (de:Alma Johanna Koenig), Франц Верфель, Йозеф Вайнхебер (de:Josef Weinheber), Ернст Вальдінгер (de:Ernst Waldinger), Теодор Крамер (de:Theodor Kramer), Вільгельм Сабо (de:Wilhelm Szabo), Гуґо Гупперт, Ернст Шенвізе (de:Ernst Schönwiese), Крістіна Буста (de:Christine Busta), Пауль Целан, Інґеборґ Бахман - Англія: Томас Гарді, Волтер де Ла Мар (en:Walter de la Mare), Девід Герберт Лоуренс, Джон Мейсфілд (en:John Masefield), Томас Стернз Еліот, Вілфред Овен, Зіґфрід Сассун, Айзек Розенберг (en:Isaac Rosenberg), Г'ю Мак-Діармід (en:Hugh MacDiarmid), Роберт Грейвс, Сесіл Дей-Льюїс (en:Cecil Day-Lewis), Луїс Мак-Ніс (en:Louis MacNeice), Вістен Г'ю Оден, Джордж Баркер (en:George Barker (poet)), Ділан Томас (en:Dylan Thomas), Тед Г'юз, Філіп Ларкін (en:Philip Larkin) - Бельгія: Карел ван де Вустейне (nl:Karel van de Woestijne), Франц Елленс (nl:Franz Hellens), Ян ван Нейлен (nl:Jan van Nijlen), Констан Бюрньйо (fr:Constant Burniaux), Пауль ван Остаєн (nl:Paul van Ostaijen), Марсель Тірі (fr:Marcel Thiry), Норж (fr:Norge (poète)), Моріс Карем (fr:Maurice Carême), Арман Берн'є (фр. Armand Bernier), Ашиль Шаве (fr:Achille Chavée), Давід Шайнерт (fr:David Scheinert), Марк Брат, Гюго Клаус - Німеччина: Ґергарт Гауптман, Рікарда Гух (de:Ricarda Huch), Франк Ведекінд, Стефан Ґеорґе, Крістіан Моргенштерн (de:Christian Morgenstern), Ельза Ласкер-Шюлер (de:Else Lasker-Schüler), Берріс фон Мюнхгаузен (de:Börries von Münchhausen (Schriftsteller)), Рудольф Борхардт (de:Rudolf Borchardt), Ганс Каросса (de:Hans Carossa), Еріх Мюзам (de:Erich Mühsam), Пауль Цех (de:Paul Zech), Герман Гессе, Йоахім Рінгельнац (de:Joachim Ringelnatz), Ернст Штадлер (de:Ernst Stadler), Ліон Фейхтванґер, Оскар Лерке (de:Oskar Loerke), Якоб ван Годдіс (de:Jakob van Hoddis), Ґеорґ Гайм, Курт Тухольські, Клабунд (de:Klabund), Іван Голль (de:Yvan Goll), Неллі Закс, Ернст Толлер (de:Ernst Toller), Гертруда Кольмар (de:Gertrud Kolmar), Петер Хухель (de:Peter Huchel), Альбрехт Гаусгофер (de:Albrecht Haushofer), Вольфганг Борхерт, Вільгельм Леман (de:Wilhelm Lehmann), Георг фон дер Врінг (de:Georg von der Vring), Ґоттфрід Бенн, Еріх Кестнер, Елізабет Ланггессер (de:Elisabeth Langgässer), Марія Луїза Кашніц, Вольфганг Вейраух, Гюнтер Айх (de:Günter Eich), Карл Кролов (de:Karl Krolow), Ганс-Магнус Енценсбергер - Греція: Костіс Паламас, Константінос Кавафіс, Ангелос Сікеліанос, Костас Варналіс, Костас Каріотакіс, Йоргос Сеферіс, Янніс Ріцос, Нікіфорос Вреттакос (el:Νικηφόρος Βρεττάκος), Одіссеас Елітіс - Данія: Людвіг Гольстейн (da:Ludvig Holstein), Отто Гельстед (da:Otto Gelsted), Том Крістенсен (da:Tom Kristensen (forfatter)), Ніс Петерсен (da:Nis Petersen), Поль ля Кур (da:Paul la Cour) - Ірландія: Вільям Батлер Єйтс, Джеймс Джойс, Остін Кларк (ga:Austin Clarke), Патрік Каванах (ga:Patrick Kavanagh) - Ісландія: Ейнар Бенедіхтссон (is:Einar Benediktsson), Стефаун фра Хвітадаль (is:Stefán frá Hvítadal), Давід Стефаунссон (is:Davíð Stefánsson), Йоуханнес ур Кетлум (is:Jóhannes úr Kötlum), Томас Гудмундссон (is:Tómas Guðmundsson), Гудмундур Бедварссон (is:Guðmundur Böðvarsson), Сноррі Г'яртарсон (is:Snorri Hjartarson) - Іспанія: Мігель де Унамуно, Рамон дель Вальє-Інклан, Мануель Мачадо (es:Manuel Machado), Леон Феліпе (es:León Felipe), Хорхе Гільєн (es:Jorge Guillén), Дамасо Алонсо (es:Dámaso Alonso), Вісенте Алейксандре, Луїс Сернуда (es:Luis Cernuda) - Італія: Габріеле д'Аннунціо, Гвідо Гоццано (it:Guido Gozzano), Альдо Палаццескі (it:Aldo Palazzeschi), Діно Кампана (it:Dino Campana), Умберто Саба, Камілло Сбарбаро (it:Camillo Sbarbaro), Джузеппе Унгаретті, Еудженіо Монтале, Сальваторе Квазімодо, Чезаре Павезе, Альфонсо Гатто (it:Alfonso Gatto), Маріо Луці (it:Mario Luzi), Джорджо Капроні (it:Giorgio Caproni), Вітторіо Серені (it:Vittorio Sereni), П'єр Паоло Пазоліні - Нідерланди: Герман Гортер, Ян Гендрік Леопольд (nl:J.H. Leopold), Генрієтта Роланд Голст ван дер Схалк (nl:Henriette Roland Holst), Пітер Корнеліс Баутенс (nl:P.C. Boutens), Якобюс Корнеліс Блум (nl:J.C. Bloem), Ніколас Петрус ван Ейк (nl:Pieter Nicolaas van Eyck), Адріан Роланд Голст (nl:Adriaan Roland Holst), Ян Гресгофф, Гендрік Марсман, Мартінюс Нейхоф (nl:Martinus Nijhoff), Сімон Вестдейк, Герріт Каувенар, Люсеберт (nl:Lucebert) - Норвегія: Улаф Аукруст (no:Olav Aukrust), Улаф Булль, Герман Вільденвей (no:Herman Wildenvey), Арнульф Еверланн (no:Arnulf Øverland), Гуннар Рейсс-Андерсен (no:Gunnar Reiss-Andersen), Нурдаль Гріг, Інгер Гагеруп (no:Inger Hagerup) - Португалія: Каміло Песанья (pt:Camilo Pessanha), Жоан де Баррос (pt:João de Barros (1881)), Фернанду Пессоа, Маріо де Са-Карнейро, Жозе Гомес Феррейра, Жозе Режіо, Міґел Торґа, Антоніу Жедеан (pt:António Gedeão), Мануел да Фонсека, Маріо Діонізіо, Фернандо Намора, Жоржі де Сена (pt:Jorge de Sena), Софія де Мелло Брейнер, Папініану Карлуш (pt:Papiniano Carlos), Карлос де Олівейра, Ежито Гонсалвеш (pt:Egito Gonçalves), Еуженіу де Андраде, Алешандре О'Ніл (pt:Alexandre O'Neill), Франсіско Мігел (pt:Francisco Miguel Duarte) - Туреччина: Назим Хікмет, Орхан Велі (tr:Orhan Veli Kanık), Фазил Хюсню Дагларджа (tr:Fazıl Hüsnü Dağlarca), Октай Ріфат (tr:Oktay Rifat) - Фінляндія: Ейно Лейно, Едіт Седергран (fi:Edith Södergran), Ельмер Діктоніус, Катрі Вала - Франція: Сен-Поль Ру (fr:Saint-Pol-Roux), Анрі де Реньє, Поль Клодель, Франсіс Жамм, Поль Валері, Поль Фор (fr:Paul Fort), Шарль Пеґі, Трістан Кленгсор (fr:Tristan Klingsor), Анна де Ноай, Макс Жакоб, Леон-Поль Фарг (fr:Léon-Paul Fargue), Оскар-Венцеслав де Любіч-Мілош, Віктор Сегален, Гійом Аполлінер, Валері Ларбо, Жуль Сюперв'єль, Франсіс Карко (fr:Francis Carco), Блез Сандрар, Сен-Жон Перс, П'єр-Жан Жув, П'єр Реверді, Жан Кокто, Іван Голль (fr:Yvan Goll), Поль Елюар, Трістан Тзара, Антонен Арто, Луї Арагон, Жан Кассу (fr:Jean Cassou), Філіпп Супо, Франсіс Понж, Анрі Мішо, Жак Одіберті, Робер Деснос, Жак Превер, Раймон Кено, Жан Тардьє (fr:Jean Tardieu), Жан Фоллен (fr:Jean Follain), Жан Тортель (fr:Jean Tortel), П'єр Сегерс (fr:Pierre Seghers), Моріс Фомбер (fr:Maurice Fombeure), Гільвик, Рене Шар, Андре Френо, П'єр Юнік (fr:Pierre Unik), Жан Кейроль (fr:Jean Cayrol), Патрис де Ла Тур дю Пен, Жан Марсенак (fr:Jean Marcenac), Макс-Поль Фуше (fr:Max-Pol Fouchet), Жан Руссело (fr:Jean Rousselot), Жорж-Емманюель Клансьє (fr:Georges-Emmanuel Clancier), Ален Боске, Рене Гі Каду (fr:René Guy Cadou), Жорж Брассенс, Ів Бонфуа, Шарль Добжинський, Жак Брель - Швейцарія: Карл Шпіттелер, Франческо К'єза (en:Francesco Chiesa), Шарль-Фердинанд Рамю, П'єр-Луї Маттей (fr:Pierre-Louis Matthey), Альбін Цоллингер (de:Albin Zollinger), Альберт Ерісман, Андрі Пеєр (de:Andri Peer), Александр Ксавер Гвердер (de:Alexander Xaver Gwerder), Вальтер Гросс (нім. Walter Gross), Філіпп Жаккотте - Швеція: Ерік Аксель Карлфельдт, Вільгельм Екелунд (sv:Vilhelm Ekelund), Андерс Естерлінг (sv:Anders Österling), Дан Андерссон (sv:Dan Andersson), Пер Лагерквіст, Яльмар Ґулльберг, Нільс Ферлін (sv:Nils Ferlin), Карін Боє, Артур Лундквіст, Гуннар Екелеф |
| 153 | Анна Зеґерс                           | - Сьомий хрест (de:Das siebte Kreuz) - Оповідання |
| 154 | Ярослав Івашкевич                     | - Честь і слава (том перший) (pl:Sława i chwała (powieść)) |
| 155 | Ярослав Івашкевич                     | - Честь і слава (том другий) (pl:Sława i chwała (powieść)) |
| 156 | Білоруська література                 | - Янка Купала: - Вірші - Поеми - Павлінка (be:Паўлінка) - Якуб Колас: - Вірші - Оповідання у віршах - Поеми |
| 157 | Українська література                 | - Михайло Коцюбинський. Повісти та оповідання: - Fata Morgana - На камені - У грішний світ - Сміх - Він іде - Невідомий - Intermezzo - Що записано в книгу життя - Тіні забутих предків - Коні не винні - Хвала життю! - На острові - Леся Українка: - Вірші - Поеми: - Давня казка - Ізольда Білорука - Віла-посестра - Драми: - В катакомбах - Лісова пісня - Камінний господар - Оргія |
| 158 | Галдор Лакснесс                       | - Самостійні люди (is:Sjálfstætt fólk) - Ісландський колокол (is:Íslandsklukkan) |
| 159 | Леонід Леонов                         | - Російський ліс |
| 160 | Джек Лондон                           | - Мартін Іден - Оповідання |
| 161 | Австралійська література              | - Генрі Ловсон. Оповідання - Катаріна Сусанна Прічард (en:Katharine Susannah Prichard). Дев'яності роки (англ. The Roaring Nineties) |
| 162 | Лу Сінь                               | - Повісті - Оповідання |
| 163 | Сінклер Льюїс                         | - Беббіт (en:Babbitt (novel)) - Ероусміт (en:Arrowsmith (novel)) |
| 164 | Генріх Манн                           | - Вчитель Гнус (de:Professor Unrat) - Вірнопідданий (de:Der Untertan) - Новели |
| 165 | Томас Манн                            | - Будденброки |
| 166 | Роже Мартен дю Гар                    | - Родина Тібо (том перший) (fr:Les Thibault) |
| 167 | Роже Мартен дю Гар                    | - Родина Тібо (том другий) (fr:Les Thibault) |
| 168 | Володимир Маяковський                 | - Вірші - Поеми: - Хмара в штанях (ru:Облако в штанах) - Про це - Володимир Ілліч Ленін - Добре! - На повний голос (ru:Во весь голос) - П'єси: - Клоп (ru:Клоп (пьеса)) - Баня (ru:Баня (пьеса)) |
| 169 | Мартін Андерсен-Нексе                 | - Дітте — дитя людське (da:Ditte Menneskebarn) |
| 170 | Поезія Латинської Америки             | - Куба: Хосе Марті, Хуліан дель Касаль (es:Julián del Casal), Боніфасіо Бірне (es:Bonifacio Byrne), Рехіно Еладіо Боті (fr:Regino Eladio Boti), Агустин Акоста (es:Agustín Acosta Bello), Хосе Мануель Поведа (fr:José Manuel Poveda), Хосе Сакаріас Таллет (es:José Zacarías Tallet), Мануель Наварро Луна (es:Manuel Navarro Luna), Рехіно Педросо (es:Regino Pedroso), Рубен Мартінес Вільєна (es:Rubén Martínez Villena), Ніколас Гільєн, Еміліо Бальєгас (es:Emilio Ballagas), Елісео Дієго (es:Eliseo Diego), Сінтіо Вітьєр (es:Cintio Vitier), Роберто Фернандес Ретамар (es:Roberto Fernández Retamar), Фаяд Хаміс - Нікарагуа: Рубен Даріо, Хосе Коронель Уртечо (es:José Coronel Urtecho), Пабло Антоніо Куадра (es:Pablo Antonio Cuadra), Ернесто Карденаль (es:Ernesto Cardenal) - Аргентина: Леопольдо Лугонес, Еварісто Каррієго (es:Evaristo Carriego (poeta)), Бальдомеро Фернандес Морено (es:Baldomero Fernández Moreno), Енріке Банкс (es:Enrique Banchs), Альфонсина Сторні, Педро Мігель Облігадо (es:Pedro Miguel Obligado), Езекієль Мартінес Естрада (es:Ezequiel Martínez Estrada), Рікардо Молінарі (es:Ricardo Molinari), Хорхе Луїс Борхес, Рауль Гонсалес Туньйон (es:Raúl González Tuñón), Альфредо Варела (es:Alfredo Varela), Нестор Гроппа (es:Néstor Groppa), Армандо Техада Гомес (es:Armando Tejada Gómez) - Болівія (es:Categoría:Poetas de Bolivia): Рікардо Хаймес Фрейре (es:Ricardo Jaimes Freyre), Франц Тамайо (es:Franz Tamayo), Адела Самудьйо (es:Adela Zamudio), Ектор Борда (es:Hector Borda Leaño), Гільєрмо Віскарра Фабре (es:Guillermo Viscarra Fabre), Оскар Серруто (es:Óscar Cerruto), Йоланда Бедрегаль (es:Yolanda Bedregal), Оскар Альфаро (es:Óscar Alfaro) - Бразилія: Олаву Білак (pt:Olavo Bilac), Мануел Бандейра (pt:Manuel Bandeira), Освалд ді Андраде, Раул Бопп (pt:Raul Bopp), Маріу де Андраде, Роланд ді Карвалью (pt:Ronald de Carvalho), Кассіану Рікарду (pt:Cassiano Ricardo), Жоржі ді Ліма (pt:Jorge de Lima), Рібейру Коуту (pt:Ribeiro Couto), Сесілія Мейрелес (pt:Sala Cecília Meireles), Карлос Друммонд де Андраде (pt:Carlos Drummond de Andrade), Аугусто Фредеріко Шмідт (pt:Augusto Frederico Schmidt), Вінісіус ді Морайс (pt:), Жуан Кабрал ді Мелу Нету (pt:João Cabral de Melo Neto), Еміліо Каррера Герра (порт. Emílio Carrera Guerra), Жеїр Кампос (pt:Jeir Campos), Тьяго де Мелло (pt:Tiago de Melo Marinho), Солану Тріндаде (pt:Solano Trindade) - Венесуела: Фернандо Пас Кастільйо (es:Fernando Paz Castillo), Андрес Елой Бланко (es:Andrés Eloy Blanco), Антоніо Арраїс (es:Antonio Arráiz), Мігель Отеро Сільва (es:Miguel Otero Silva), Хуан Ліскано (es:Juan Liscano), Луїс Пасторі (es:Luis Pastori), Іда Грамко (es:Ida Gramcko), Педро Лая (порт. Pedro Laya) - Гаїті (fr:Catégorie:Poète haïtien): Жак Румен (fr:Jacques Roumain), Жан Брієр (fr:Jean-Fernand Brierre), Рене Депестр (fr:René Depestre), Антоні Фелпс (fr:Anthony Phelps) - Гватемала (es:Categoría:Poetas de Guatemala): Мігель Анхель Астуріас (es:Miguel Ángel Asturias), Сесар Браньяс (es:César Brañas), Луїс Кардоса-і-Арагон (es:Luis Cardoza y Aragón), Отто Рене Кастільйо (es:Otto René Castillo) - Гондурас (es:Categoría:Poetas de Honduras): Рафаель Еліодоро Вальє (es:Rafael Heliodoro Valle), Клаудія Баррера (ісп. Claudia Barrera), Помпейо дель Вальє (en:Pompeyo del Valle) - Домініка (es:Categoría:Poetas de República Dominicana): Мануель дель Кабраль (es:Manuel del Cabral), Антоніо Фернандес Спенсер (ісп. Antonio Fernández Spencer), Педро Мір (es:Pedro Mir) - Колумбія: Хосе Асунсьйон Сільва (es:José Asunción Silva), Гільєрмо Валенсія (es:Guillermo Valencia), Порфіріо Барба Хакоб (es:Porfirio Barba Jacob), Луїс Карлос Лопес, Леон де Ґрейф, Луїс Відалес (es:Luis Vidales), Едуардо Карранса (es:Eduardo Carranza), Карлос Кастро Сааведра (es:Carlos Castro Saavedra) - Коста-Рика (es:Categoría:Poetas de Costa Rica): Рафаель Кардона (ісп. Rafael Cardona), Артуро Монтеро Вега (ісп. Arturo Montero Vega), Альфредо Кардона Пенья (es:Alfredo Cardona Peña) - Мексика: Сальвадор Діас Мірон (es:Salvador Díaz Mirón), Мануель Гутьєррес Нахера (es:Manuel Gutiérrez Nájera), Амадо Нерво, Хосе Хуан Таблада (es:José Juan Tablada), Енріке Гонсалес Мартінес, Рамон Лопес Веларде (es:Ramón López Velarde), Альфонсо Реєс, Мануель Маплес Арсе (es:Manuel Maples Arce), Карлос Пельїсер (es:Carlos Pellicer Cámara), Хосе Горостіса (es:José Gorostiza Alcalá), Сальвадор Ново (es:Salvador Novo), Ефраїн Уерта (es:Efraín Huerta), Алі Чумасеро (es:Alí Chumacero), Октавіо Пас, Хайме Сабінес (es:Jaime Sabines) - Нікарагуа: Хосе Коронель Уртечо (es:José Coronel Urtecho), Пабло Антоніо Куадра (es:Pablo Antonio Cuadra), Ернесто Карденаль (es:Ernesto Cardenal) - Панама (es:Categoría:Poetas de Panamá): Рікардо Міро (es:Ricardo Miró), Деметріо Корсі (es:Demetrio Korsi), Деметріо Еррера Севільяно (es:Demetrio Herrera Sevillano), Карлос Франсиско Чанг Марін (es:Carlos Francisco Chang Marín) - Парагвай: Еріб Кампос Сервера (es:Hérib Campos Cervera), Хосефіна Пла, Аугусто Роа Бастос, Ельвіо Ромеро, Кармен Солер (es:Carmen Soler) - Перу: Хосе Сантос Чокано (es:José Santos Chocano), Хосе Марія Егурен (es:José María Eguren), Альберто Урета (es:Alberto Ureta), Сесар Вальєхо, Альберто Ідальго (es:Alberto Hidalgo), Алехандро Перальта (es:Alejandro Peralta), Хав'єр Авріль (es:Xavier Abril), Густаво Валькарсель (es:Gustavo Valcárcel), Себастьян Саласар Бонді (es:Sebastián Salazar Bondy), Вашингтон Дельгадо (es:Wáshington Delgado), Алехандро Ромуальдо (es:Alejandro Romualdo), Хав'єр Еро (es:Javier Heraud) - Пуерто-Рико (es:Categoría:Poetas de Puerto Rico): Луис Палес Матос (es:Luis Palés Matos) - Сальвадор (es:Categoría:Poetas de El Salvador): Клаудія Ларс (es:Claudia Lars), Роке Дальтон Гарсія (es:Roque Dalton) - Уругвай: Хуліо Еррера-і-Рейсіг (es:Julio Herrera y Reissig), Дельміра Аґустіні, Фернан Сільва Вальдес (es:Fernán Silva Valdés), Серафін Хосе Гарсія (es:Serafín J. García), Карлос Сабат Екасті (es:Carlos Sabat Ercasty), Хуана де Ібарбуру (es:), Хуан Кунья (es:Juan Cunha), Маріо Бенедетти (es:Mario Benedetti), Аманда Беренгер (es:Amanda Berenguer), Ідеа Віларіньйо (es:Idea Vilariño), Іда Вітале (es:Ida Vitale), Вашингтон Бенавідес (es:Washington Benavides) - Чилі: Карлос Песоа Веліс (es:Carlos Pezoa Véliz), Педро Прадо (es:Pedro Prado), Габріела Містраль, Вісенте Уйдобро, Пабло де Рока (es:Pablo de Rokha), Пабло Неруда, Хувенсіо Вальє (es:Juvencio Valle), Ніканор Парра (es:Nicanor Parra), Хорхе Тейльєр (es:Jorge Teillier) - Еквадор: Хорхе Каррера Андраде (es:Jorge Carrera Andrade), Адальберто Ортіс (es:Adalberto Ortiz), Алехандро Карріон (es:Alejandro Carrión), Хорхе Енріке Адоум (es:Jorge Enrique Adoum) |
| 171 | Поезія соціалістичних країн Європи    | - Албанія: Андон Зако Чаюпі, Ндре Мьєда, Мідьєні, Шефтет Мусарай (sq:Shefqet Musaraj), Кемаль Стафа - Болгарія: Христо Смирненський, Людмил Стоянов (bg:Людмил Стоянов), Єлисавета Багряна, Ніколай Хрелков (bg:Николай Хрелков), Ламар (bg:Ламар), Нікола Фурнаджієв, Христо Радевські (bg:Христо Радевски), Атанас Далчев, Младен Ісаєв (bg:Младен Исаев), Никола Вапцаров, Веселин Андреєв (bg:Веселин Андреев), Веселин Ханчев, Александр Геров (bg:Александър Геров), Валерій Петров, Блага Димитрова, Димитр Методієв, Божидар Божилов (bg:Божидар Божилов), Павел Матєв (bg:Павел Матев), Георгій Джагаров (bg:Георги Джагаров), Пеньйо Пенєв (bg:Пеньо Пенев (поет)), Андрій Германов (bg:Андрей Германов), Любомир Левчев - Угорщина: Ендре Аді, Дьюла Юхас, Аттіла Йожеф, Лайош Кашшак, Йожеф Фодор (hu:Fodor József (hegedűművész)), Антал Гідаш, Дьюла Ієш (hu:Illyés Gyula), Золтан Зелк (hu:Zelk Zoltán), Міклош Радноті, Ласло Беньямін (hu:Benjámin László), Імре Чанаді (hu:Csanádi Imre), Міхай Ваці (hu:Váci Mihály), Ласло Надь, Іштван Шимон (hu:Simon István (költő)), Ференц Юхас, Габор Гараї (hu:Garai Gábor) - НДР: Еріх Вайнерт, Луїс Фюрнберг (de:Louis Fürnberg), Еріх Арендт (de:Erich Arendt), Куба (de:Kurt Barthel), Стефан Гермлін (de:Stephan Hermlin), Георг Маурер (de:Georg Maurer (Schriftsteller)), Йоганнес Бобровський (de:Johannes Bobrowski), Франц Фюман (de:Franz Fühmann), Пауль Вінс (de:Paul Wiens), Гюнтер Дайке (de:Günther Deicke), Уве Бергер (de:Uwe Berger), Ґюнтер Кунерт, Гайнц Калау (de:Heinz Kahlau), Сара Кірш, Фолькер Браун (de:Volker Braun) - Польща: Болеслав Лесьмян, Леопольд Стафф, Юліан Тувім, Ярослав Івашкевич, Владислав Броневський, Юліан Пшибось, Мечислав Яструн, Кшиштоф Бачинський, Константи Ільдефонс Галчинський, Едвард Шиманський (pl:Edward Szymański (poeta)), Тадеуш Ружевич, Тадеуш Боровський, Віслава Шимборська, Станіслав Ґрохов'як - Румунія: Александру Тома (ro:Alexandru Toma), Тудор Аргезі, Джордже Баковія, Захарія Станку (ro:Zaharia Stancu), Міхай Бенюк, Мирон Раду Парасківеску (ro:Miron Radu Paraschivescu), Еуджен Жебеляну, Марія Бануш (ro:Maria Banuș), Вероніка Порумбаку (ro:Veronica Porumbacu), Тіберіу Утан (ro:Tiberiu Utan), Никита Стенеску, Ніколае Лабіш, Марін Сореску, Ана Бландіана - Чехословаччина: - Чехія: Петр Безруч, Їржі Волькер, Станіслав Костка Нейман, Йозеф Гора (cs:Josef Hora), Константин Бібл (cs:Konstantin Biebl), Вітезслав Незвал, Франтішек Галас (cs:František Halas), Ярослав Сайферт, Владимир Голан (cs:Vladimír Holan), Вілем Завада, Франтішек Грубін (cs:František Hrubín), Йозеф Кайнар (cs:Josef Kainar), Мирослав Флоріан (cs:Miroslav Florian) - Словаччина: Янко Єсенський, Іван Краско, Ян Смрек, Еміль Болеслав Лукач (sk:Emil Boleslav Lukáč), Ян Роб Понічан (sk:Ján Poničan), Лацо Новомеський, Андрій Плавка (sk:Andrej Plávka), Ян Костра (sk:Ján Kostra), Павол Горов (sk:Pavol Horov), Штефан Жарий (sk:Štefan Žáry), Мілан Лайчак (ru:Лайчак, Милан), Войтех Мігалик (sk:Vojtech Mihálik), Мирослав Валек (sk:Miroslav Válek), Мілан Руфус - Югославія: - Сербія: Алекса Шантич, Десанка Максимович, Оскар Давичо, Міра Алечкович (sr:Мира Алечковић), Стеван Раїчкович (sr:Stevan Raičković) - Чорногорія (sr:Категорија:Црногорски песници): Радован Зогович (sr:Радован Зоговић), Душан Костич (sr:Душан Костић) - Боснія та Герцеговина: Ізет Сарайлич, Дара Секулич (sr:Дара Секулић) - Хорватія: Владимир Назор, Мирослав Крлежа, Іван Горан Ковачич, Юре Каштелан (hr:Jure Kaštelan), Весна Парун - Словенія: Отон Жупанчич, Матей Бор, Карел Дестовник-Каюх (sl:Karel Destovnik - Kajuh), Іван Мінатті (sl:Ivan Minatti), Лойзе Кракар (sl:Lojze Krakar), Янез Менарт (sl:Janez Menart) - Македонія: Кочо Рацин, Славко Яневський, Блаже Конеський, Ацо Шопов |
| 172 | Марія Пуйманова (cs:Marie Pujmanová)  | - Люди на роздоріжжі (чеськ. Lidé na křižovatce) - Гра з вогнем (чеськ. Hra s ohněm) - Життя проти смерті (чеськ. Život proti smrti) |
| 173 | Ян Райніс                             | - Вірші - П'єси: - Вогонь і ніч (lv:Uguns un nakts) - Вій, вітерець! (латис. Pūt, vējiņi!) |
| 174 | Джон Рід                              | - Повстала Мексика (англ. Insurgent Mexico) - Десять днів, що потрясли світ (en:Ten Days That Shook the World) - Америка 1918 (англ. America 1918) |
| 175 | Ромен Роллан                          | - Жан-Христоф (книги 1-5) |
| 176 | Ромен Роллан                          | - Жан-Христоф (книги 6-10) |
| 177 | Російська поезія початку ХХ століття  | - Максим Горький, Блукач (ru:Скиталец (писатель)), Гліб Кржижановський, Єгор Нечаєв (ru:Нечаев, Егор Ефимович), Олександр Богданов (ru:Богданов, Александр Алексеевич), Євген Тарасов (ru:Тарасов, Евгений Михайлович (поэт)), Валерій Брюсов, Костянтин Бальмонт, Федір Сологуб, В'ячеслав Іванов, Андрій Бєлий, Іннокентій Анненський, Петро Потьомкін (ru:Потёмкин, Пётр Петрович), Саша Чорний, Олексій Гмирьов, Пилип Шкульов (ru:Шкулёв, Филипп Степанович), Самобутник (ru:Маширов-Самобытник, Алексей Иванович), Олексій Гастєв (ru:Гастев, Алексей Капитонович), Дмитро Семеновський (ru:Семеновский, Дмитрий Николаевич), Олександр Благов (ru:Благов, Александр Николаевич), Никифор Тихомиров, Дем'ян Бєдний, Сергій Городецький, Анна Ахматова, Михайло Зенкевич (ru:Зенкевич, Михаил Александрович), Михайло Кузмін, Осип Мандельштам, Максиміліан Волошин, Велемир Хлєбников, Василь Каменський, Ігор Сєверянін, Микола Клюєв, Микола Асєєв, Олексій Толстой, Борис Пастернак, Марина Цвєтаєва, Ілля Еренбург; невідомі автори |
| 178 | Румунська література ХХ століття      | - Міхаїл Садовяну: - Оповідання - Митря Кокор (рум. Mitrea Cocor) - Лівіу Ребряну. Повстання (ro:Răscoala (roman)) |
| 179 | Радянська поезія (том перший)         | - Джамбул Джабаєв, Бекмурза Пачев (ru:Пачев, Бекмурза Машевич), Цуг Теучеж (ru:Теучеж, Цуг), Тоголок Молдо (ru:Тоголок Молдо), Йоаннес Йоаннісян (ru:Иоаннисян, Иоаннес Мкртичевич), Токтогул, Акоп Акопян, Сулейман Стальський, Ованес Туманян, Валерій Брюсов, Дирміт Ґулія, Аветік Исаакян, Михайло Лебедєв (ru:Лебедев, Михаил Николаевич (писатель)), Гамзат Цадаса (ru:Цадаса, Гамзат), Садріддін Айні, Али Казіяу, Андрій Бєлий, Мажит Гафурі, Олексій Гастєв (ru:Гастев, Алексей Капитонович), Абуталіб Гафуров (ru:Гафуров, Абуталиб Гафурович), Дем'ян Бєдний, Лінард Лайцен (ru:Лайцен, Линард), Сергій Городецький, Василь Каменський, Велемир Хлєбников, Людас Ґіра, Микола Клюєв, Абулькасим Лахуті, Самуїл Маршак, Петро Орешин (ru:Орешин, Пётр Васильевич), Володимир Нарбут, Микола Асєєв, Анна Ахматова, Давид Гофштейн, Сергій Кличков (ru:Клычков, Сергей Антонович), Хоца Намсараєв, Микола Полєтаєв (ru:Полетаев, Николай Гаврилович), Хамза Хакімзаде Ніязі, Ошер Шварцман, Йоганнес Барбарус, Віра Інбер, Борис Пастернак, Михайло Зенкевич (ru:Зенкевич, Михаил Александрович), Рюрік Івнєв, Осип Мандельштам, Галактіон Табідзе (ru:Табидзе, Галактион Васильевич), Павло Тичина, Ілля Еренбург, Йоганнес Семпер, Марина Цвєтаєва, Паоло Яшвілі (ru:Яшвили, Паоло Джибраэлович), Тиціан Табідзе, Тагір Хурюгський (ru:Хурюгский, Тагир Алимович), Ільяс Жансугуров, Віра Звягінцева (ru:Звягинцева, Вера Клавдиевна), Берди Кербабаєв (ru:Кербабаев, Берды Мурадович), Сайфі Кудаш (ru:Кудаш, Сайфи Фаттахович), Сакен Сейфуллін, Яніс Судрабкалнс, Георгій Шенгелі (ru:Шенгели, Георгий Аркадьевич), Василь Еллан-Блакитний, Едуард Багрицький, Лев Квітко, Перец Маркіш, Василь Насєдкін (ru:Наседкин, Василий Фёдорович), Надія Павлович (ru:Павлович, Надежда Александровна), Всеволод Рождественський (ru:Рождественский, Всеволод Александрович), Максим Рильський, Роберт Ейдеман, Павло Антокольський, Кіндрат Кропива, Мойсей Кульбак (ru:Кульбак, Моисей Соломонович), Нігер (Іван Джанаєв) (ru:Джанаев, Иван Васильевич), Микола Тихонов, Міхась Чарот, Самуїл Галкін (ru:Галкин, Самуил Залманович), Павло Кучняк, Георгій Леонідзе, Єгіше Чаренц, Олександр Безименський, Василь Бобинський, Василь Казин (ru:Казин, Василий Васильевич), Василь Лебедєв-Кумач, Володимир Сосюра, Ілля Сельвінський, Мішші Сеспель, Пейрав Сулеймані (ru:Пейрав Сулеймани), Олексій Сурков (ru:Сурков, Алексей Александрович), Юхан Сютісте (ru:Сютисте, Юхан), Микола Ушаков, Степан Щипачов (ru:Щипачёв, Степан Петрович), Аделіна Адаліс, Наїрі Зарян, Михайло Ісаковський, Олександр Кочетков (ru:Кочетков, Александр Сергеевич), Олександр Прокоф'єв (ru:Прокофьев, Александр Андреевич), Хасан Туфан, Іцик Фефер, Алі Шогенцуков (ru:Шогенцуков, Али Асхадович), Ян Грот (ru:Гротс, Янис Янисович), Михайло Ліхачов (ru:Лихачёв, Михаил Павлович), Володимир Луговськой (ru:Луговской, Владимир Александрович), Мухаммеджан Рахімі (ru:Рахими, Мухаммеджан), Хаді Такташ, Борис Турганов, Александрс Чакс, Василь Чумак, Ахмед Єрікєєв (ru:Ерикеев, Ахмед Фазылович), Вітаутас Монтвіла (ru:Монтвила, Витаутас), Павло Усенко, Юлій Ванаг, Михайло Голодний (ru:Голодный, Михаил Семёнович), Гафур Гулям, Наталя Забіла, Микола Заболоцький, Гурген Маарі (ru:Маари, Гурген), Аліо Мірцхулава (ru:Мирцхулава, Алио Андреевич), Март Рауд (ru:Рауд, Мартин Аннусович), Віссарион Саянов, Михайло Свєтлов, Йосип Уткін (ru:Уткин, Иосиф Павлович), Ілля Френкель (ru:Френкель, Илья Львович), Симон Чиковані (ru:Чиковани, Симон Иванович), Микола Бажан, Олександр Жаров (ru:Жаров, Александр Алексеевич), Саломея Неріс, Теофіліс Тільвітіс (ru:Тильвитис, Теофилис), Аали Токомбаєв (ru:Токомбаев, Аалы), Серафим Елляй, Айбек, Пятрусь Бровка, Петро Глєбка, Санджі Каляєв, Валдіс Лукс (ru:Лукс, Валдис), Леонід Мартинов (ru:Мартынов, Леонид Николаевич), Михайло Петров (ru:Петров, Михаил Петрович (писатель)), Михайло Рудерман (ru:Рудерман, Михаил Исаакович), Осман Саривеллі (ru:Сарывелли, Осман), Уйгун (ru:Уйгун), Яків Шведов (ru:Шведов, Яков Захарович), Бетті Альвер, Агнія Барто, Антанас Венцлова, Самед Вургун, Арвідс Ґріґуліс, Муса Джаліль, Семен Кірсанов, Сергій Марков (ru:Марков, Сергей Николаевич), Сулейман Рустам, Ясир Шиваза (ru:Шиваза, Ясыр Джумазович), Нікул Еркай, Михайло Безбородов, Кость Герасименко, Карло Каладзе, Дмитро Кедрін, Мірдза Кемпе, Борис Корнілов (ru:Корнилов, Борис Петрович), Василь Мисик, Юлія Нейман (ru:Нейман, Юлия Моисеевна), Мамед Рагім (ru:Рагим, Мамед), Арсеній Тарковський, Педер Хузангай, Володимир Державін (ru:Державин, Владимир Васильевич), Джасме Джаліл, Таїр Жароков (ru:Жароков, Таир Жарокович), Мікаїл Мушфіґ, Степан Олійник, Леонід Первомайський, Марія Петрових (ru:Петровых, Мария Сергеевна), Степан Сариг-Оол (ru:Сарыг-оол Степан Агбанович), Темиркул Уметалієв (ru:Уметалиев, Темиркул), Іраклій Абашидзе, Алімджан Хамід, Єміліан Буков, Матвій Грубіан (ru:Грубиян, Матвей Михайлович), Абумуслім Джафаров (ru:Джафаров, Абумуслим Пирмагомедович), Артур Моро, Абдуллах Охтов, Пауль Руммо (et:Paul Rummo), Микола Риленков (ru:Рыленков, Николай Иванович), Хасир Сян-Белгін (ru:Сян-Белгин, Хасыр Бикинович), Абдільда Тажибаєв (ru:Тажибаев, Абдильда), Міші Бахшиев (ru:Бахшиев, Миши Юсупович), Ольга Берггольц, Павло Васильєв (ru:Васильев, Павел Николаевич), Сава Голованівський, Микола Грибачов, Петро Кириллов, Магомет Мамакаев (ru:Мамакаев, Магомет Амаевич), Міртемір (ru:Миртемир), Бокі Рахім-заде, Расул Рза (ru:Рза, Расул), Микола Тарабукін (ru:Тарабукин, Николай Саввич), Касим Аманжолов, Сергій Васильєв (ru:Васильев, Сергей Александрович (поэт)), Олександр Гаврилюк, Ашот Граші (ru:Граши, Ашот Багдасарович), Лівіу Деляну, Любомир Дмитерко, Георгий Кайтуков (ru:Кайтуков, Георгий Харитонович), Семен Ліпкін, Кубанычбек Маликов (ru:Маликов, Кубанычбек Иманалиевич), Микола Нагнибіда, Сергій Островой (ru:Островой, Сергей Григорьевич), Анатолій Софронов |
| 180 | Радянська поезія (том другий)         | - Мірзо Турсун-заде, Яков Ухсай (ru:Ухсай, Яков Гаврилович), Сібгат Хакім, Татул Гурян, Мірварід Дільбазі, Олик Іпай, Андрій Лупан (ru:Лупан, Андрей Павлович), Андрій Малишко, Мірсаїд Міршакар, Ігор Муратов, Лев Ошанін, Сергій Подєлков (ru:Поделков, Сергей Александрович), Максим Танк, Платон Воронько, Марк Лисянський, Сергій Михалков, Нурдін Музаєв (ru:Музаев, Нурдин Джамалдинович), Нігяр Рафібейлі, Борис Ручйов (ru:Ручьёв, Борис Александрович), Ярослав Смеляков, Сергій Смирнов (ru:Смирнов, Сергей Васильевич), Олександр Яшин, Григол Абашидзе, Анвар Аджиєв (ru:Аджиев, Анвар Абдулгамидович), Віктор Боков (ru:Боков, Виктор Фёдорович), Богдан Істру, Алім Кешоков (ru:Кешоков, Алим Пшемахович), Аркадій Кулєшов, Олексій Недогонов (ru:Недогонов, Алексей Иванович), Лев Озеров, Амо Сагян, Яків Хелемський (ru:Хелемский, Яков Александрович), Ованес Шираз, Павло Шубін (ru:Шубин, Павел Николаевич (поэт)), Маргарита Алігер, Євген Долматовський, Тлеуберген Жумамуратов, Зульфія, Дмитро Ковальов (ru:Ковалёв, Дмитрий Михайлович (поэт)), Арон Копштейн, Маро Маркарян (ru:Маркарян, Маро Егишевна), Михаил Матусовський, Аликул Осмонов, Кара Сейтлієв (ru:Сейтлиев, Кара), Константин Симонов, Людмила Татьяничева, Вероніка Тушнова, Вадим Шефнер, Тоушан Есенова (ru:Эсенова, Тоушан), Дебора Вааранді (ru:Вааранди, Дебора Юлиановна), Михайло Дудін, Хаміт Єргалієв (ru:Ергалиев, Хамит), Михаил Львов, Реваз Маргіані, Еді Огнецвет (ru:Огнецвет, Эди Семёновна), Юсуп Хаппалаєв (ru:Хаппалаев, Юсуп Рамазанович), Адам Шогенцуков (ru:Шогенцуков, Адам Огурлиевич), Хабіб Юсуфи (ru:Юсуфи, Хабиб), Джемалдін Яндієв (ru:Яндиев, Джемалдин Хамурзаевич), Халімат Байрамукова, Мірза Геловані (ru:Геловани, Мирза Гедеонович), Семен Данилов, Петря Крученюк (ru:Крученюк, Пётр Аксентьевич), Кайсин Кулієв, Григорій Лазарев (ru:Лазарев, Григорий Дмитриевич), Пимен Панченко, Баграт Шинкуба (ru:Шинкуба, Баграт Васильевич), Любовь Забашта, Миклай Казаков (ru:Казаков, Николай Иванович), Кастусь Кіреєнко (ru:Кастусь Киреенко), Павло Коган, Михаил Луконин (ru:Луконин, Михаил Кузьмич), Джордже Менюк, Назар Наджмі (ru:Назар Наджми), Йосип Нонешвілі (ru:Нонешвили, Иосиф Элиозович), Микола Отрада (ru:Отрада, Николай Карпович), Микола Тряпкін (ru:Тряпкин, Николай Иванович), Василь Федоров (ru:Фёдоров, Василий Дмитриевич), Сільва Капутікян, Мустай Карім, Михайло Кільчичаков (ru:Кильчичаков, Михаил Еремеевич), Михайло Кульчицький, Микола Майоров (ru:Майоров, Николай Петрович (поэт)), Едуардас Межелайтіс, Сергій Наровчатов (ru:Наровчатов, Сергей Сергеевич), Рачия Ованесян, Ральф Парве, Леонід Попов (ru:Попов, Леонид Андреевич), Борис Слуцький, Георгій Суворов (ru:Суворов, Георгий Кузьмич), Олексій Фатьянов, Геворг Емін, Віктор Гончаров (ru:Гончаров, Виктор Михайлович), Яан Кросс, Джубан Мулдагалієв (ru:Мулдагалиев, Джубан), Олексій Писін (ru:Пысин, Алексей Васильевич), Леонід Решетников (ru:Решетников, Леонид Васильевич), Давид Самойлов, Рамз Бабаджан (ru:Бабаджан, Рамз Насырович), Яків Козловський (ru:Козловский, Яков Абрамович), Василь Кульомін (ru:Кулёмин, Василий Лаврентьевич), Мірмухсін (ru:Мирмухсин), Сергій Орлов (ru:Орлов, Сергей Сергеевич), Бося Сангаджиєва (ru:Сангаджиева, Бося Бадмаевна), Василь Субботін (ru:Субботин, Василий Ефимович), Іван Тарба (ru:Тарба, Иван Константинович), Суюнбай Ералієв (ru:Эралиев, Суюнбай), Ата Атаджанов (ru:Атаджанов, Ата), Сергій Вікулов (ru:Викулов, Сергей Васильевич (поэт)), Семен Гудзенко, Ваагн Давтян, Давид Кугультинов (ru:Кугультинов, Давид Никитич), Юрій Левітанський, Сирбай Мауленов, Владас Мозурюнас (ru:Мозурюнас, Владас), Григорій Поженян, Арвідс Скалбе (lv:Arvīds Skalbe), Юган Смуул, Пасарбі Цеков (ru:Цеков, Пасарби Кучукович), Ісаак Борисов (ru:Борухович, Иче), Анатолій Велюгін, Муса Галі (ru:Муса Гали), Расул Гамзатов, Микола Дорізо Дорізо, Олександр Межиров, Гилемдар Рамазанов (ru:Рамазанов, Гилемдар Зигандарович), Хута Берулава, Нафі Джусойти, Юлія Друніна, Салехжан Залендін, Анна Каландадзе (ru:Каландадзе, Анна Павловна), Паруйр Севак, Володимир Солоухін, Микола Старшинов (ru:Старшинов, Николай Константинович), Володимир Туркін, Набі Хазрі (ru:Хазри, Наби), Отар Челідзе (ru:Челидзе, Отар Силованович), Бахтіяр Вагабзаде, Костянтин Ваншенкін, Євген Винокуров (ru:Винокуров, Евгений Михайлович), Сооронбай Джусуєв (ru:Жусуев, Сооронбай Жусуевич), Дамба Жалсараєв (ru:Жалсараев, Дамба Зодбич), Михайло Квлівідзе, Андрій Пассар (ru:Пассар, Андрей Александрович), Фрідон Халваші, Єгор Ісаєв (ru:Исаев, Егор Александрович), Петру Задніпру (ru:Заднипру, Пётр Иванович), Раїса Ахматова (ru:Ахматова, Раиса Солтамурадовна), Інна Ліснянська (ru:Лиснянская, Инна Львовна), Рашид Рашидов (ru:Рашидов, Рашид Меджидович), Владимир Соколов (ru:Соколов, Владимир Николаевич (поэт)), Гулчехра Сулейманова, Володимир Беекман, Керім Курбаннепесов (ru:Курбаннепесов, Керим), Шота Нішніанідзе (ru:Нишнианидзе, Шота Георгиевич), Дмитро Павличко, Агнесса Рошка, Олег Шестинський (ru:Шестинский, Олег Николаевич), Ібрагим Юсупов (ru:Юсупов, Ибрагим), Альгімантас Балтакіс (ru:Балтакис, Альгимантас), Володимир Гордейчев (ru:Гордейчев, Владимир Григорьевич), Анатолій Жигулін (ru:Жигулин, Анатолий Владимирович), Альфонсас Малдоніс (ru:Малдонис, Альфонсас Мотеевич), Юстінас Марцінкявічюс, Моріс Поцхишвили, Юрій Анко (ru:Анко, Юрий Михайлович), Візма Белшевіца, Гліб Горбовський (ru:Горбовский, Глеб Яковлевич), Ісхак Машбаш (ru:Машбаш, Исхак Шумафович), Тайсто Сумманен (ru:Сумманен, Тайсто Карлович), Фазу Алієва (ru:Алиева, Фазу Гамзатовна), Микола Дамдінов (ru:Дамдинов, Николай Гармаевич), Римма Казакова, Мумін Каноат, Станіслав Кунаєв, Леонід Лапцуй, Роберт Рождественський, Володимир Цибін (ru:Цыбин, Владимир Дмитриевич), Мамед Араз (ru:Мамед Араз), Павел Боцу (ru:Боцу, Павел Петрович), Ояр Вацієтіс, Андрій Вознесенський, Людвіг Дурян (ru:Дурян, Людвиг), Євген Євтушенко, Імант Зієдоніс, Дмитро Карачобан (ru:Карачобан, Дмитрий Николаевич), Нансен Мікаелян, Віктор Телеуке (ru:Телеукэ, Виктор Гаврилович), Отар Чиладзе, Людмила Щипахіна, Танзиля Зумакулова, Новелла Матвєєва, Раміс Рискулов, Ригор Бородулін, Григорій Вієру, Фікрет Годжа (ru:Годжа, Фикрет), Лівіу Даміан (en:Liviu Damian), Борис Олійник, Володимир Сангі (ru:Санги, Владимир Михайлович), Майрамкан Абилкасимова (ru:Абылкасымова, Майрамкан), Еркін Вахідов (ru:Вахидов, Эркин Вахидович), Енн Ветемаа (ru:Ветемаа, Энн Артурович), Іван Драч, Віталій Коротич, Олександр Кушнер (ru:Кушнер, Александр Семёнович), Микола Рубцов (ru:Рубцов, Николай Михайлович), Арамаїс Саакян (en:Aramais Sahakyan), Олжас Сулейменов, Дондок Улзитуєв (ru:Улзытуев, Дондок Аюшеевич), Імант Аузиньш (ru:Аузиньш, Имант), Белла Ахмадуліна, Олег Дмитрієв (ru:Дмитриев, Олег Михайлович), Володимир Коянто (ru:Коянто), Юнна Моріц, Володимир Фірсов (ru:Фирсов, Владимир Иванович), Ольга Фокіна (ru:Фокина, Ольга Александровна), Юван Шесталов (ru:Шесталов, Юван Николаевич), Адо Улуро, Антоніна Кимитваль, Ігор Шкляревський (ru:Шкляревский, Игорь Иванович), Алітет Немтушкін (ru:Немтушкин, Алитет Николаевич), Олег Чухонцев (ru:Чухонцев, Олег Григорьевич), Маріс Чайклайс, Абдулла Аріпов (ru:Арипов, Абдулла (поэт)), Яан Каплінський, Юрій Кузнєцов (ru:Кузнецов, Юрий Поликарпович), Лоїк Шералі (ru:Лоик Шерали), Пауль-Еерік Руммо, Равіль Файзуллін (ru:Файзуллин, Равиль Габдрахманович) |
| 181 | Радянське оповідання (том перший)     | - Олександр Серафимович, Всеволод Іванов, Ілля Еренбург, В'ячеслав Шишков (ru:Шишков, Вячеслав Яковлевич), Олександр Малишкін, Борис Лавреньов, Михайло Булгаков, Олександр Грін, Михайло Пришвін, Кузьма Чорний, Сергій Сергєєв-Ценський, Олексій Толстой, Юрій Тинянов, Лео Кіачелі, Юрій Олеша, Мухтар Ауезов, Іван Соколов-Мікітов (ru:Соколов-Микитов, Иван Сергеевич) , Юрій Яновський, Леонід Первомайський, Аксел Бакунц (ru:Аксел Бакунц), Абдулла Каххар (ru:Каххар, Абдулла), Іван Катаєв (ru:Катаев, Иван Иванович), Лідія Сейфулліна (ru:Сейфуллина, Лидия Николаевна), Андрій Платонов, Михайло Зощенко, Ісак Бабель (ru:Бабель, Исаак Эммануилович), Павло Нилін, Микола Атаров (ru:Атаров, Николай Сергеевич), Нурмурат Сариханов (ru:Сарыханов, Нурмурат), Борис Горбатов, Костянтин Федін, Володимир Козін (ru:Козин, Владимир Романович), Пятрас Цвірка, Микола Тихонов, Еффенді Капієв (ru:Капиев, Эффенди Мансурович), Леонід Соболєв (ru:Соболев, Леонид Сергеевич), Вадим Кожевников, Яакко Ругоєв, Костянтин Симонов, Галина Ніколаєва (ru:Николаева, Галина Евгеньевна), Костянтин Паустовський, Володимир Фоменко (ru:Фоменко, Владимир Дмитриевич), Юозас Балтушис (ru:Балтушис, Юозас), Олесь Гончар, Борис Полевой, Василь Гроссман, Валентин Овечкін (ru:Овечкин, Валентин Владимирович) |
| 182 | Радянське оповідання (том другий)     | - Олександр Твардовский, Гавриїл Троєпольський, Юрій Нагибін, Леонід Волинський, Михайло Шолохов, Володимир Тендряков, Сергій Антонов, Габіт Мусрепов, Іон Друце (ru:Друцэ, Ион Пантелеевич), Фрідеберт Туґлас, Володимир Богомолов, Майя Ганіна (ru:Ганина, Майя Анатольевна), Сергій Нікітін (ru:Никитин, Сергей Константинович), Юрій Казаков, Василь Субботін (ru:Субботин, Василий Ефимович), Еммануїл Козакевич, Веніамін Каверін, Володимир Лідін (ru:Лидин, Владимир Германович), Григорій Бакланов, Чингіз Айтматов, Андрій Бітов, Георгій Семенов (ru:Семёнов, Георгий Витальевич), Віктор Тельпугов, Василь Аксьонов, Фазіль Іскандер, Олександр Яшин, Євген Носов, Віктор Лихоносов, Грант Матевосян, Василь Быков, Янка Бриль, Юрый Ритхеу, Юрій Трифонов, Віктор Астаф'єв, Данило Гранін, Василь Бєлов (ru:Белов, Василий Иванович), Фазліддін Мухаммадієв (ru:Мухаммадиев, Фазлиддин Аминович), Евалд Вілкс (ru:Вилкс, Эвалд), Мірза Ібрагімов (ru:Ибрагимов, Мирза Аждар оглы), Федір Абрамов, Василь Шукшин, Пауль Куусберґ, Сергій Залигін, Валентин Катаєв |
| 183 | Джон Стейнбек                         | - Квартал Тортілья-Флет (en:Tortilla Flat) - Грона гніву - Перлина (en:The Pearl (novel)) |
| 184 | Рабіндранат Тагор                     | - Вірші - Оповідання - Гора (en:Gora (novel)) |
| 185 | Олександр Твардовський                | - Вірші - Поеми: - Країна Муравія - Василь Тьоркін (ru:Василий Тёркин) - Дом біля дороги - За далечинню - далечинь |
| 186 | Олексій Толстой                       | - Ходіння по муках (ru:Хождение но мукам) |
| 187 | Андрій Упіт                           | - Новели |
| 188 | Герберт Веллс                         | - Машина часу - Острів доктора Моро - Невидимець - Війна світів |
| 189 | Олександр Фадєєв                      | - Разгром (ru:Разгром (роман)) - Молода гвардія (ru:Молодая гвардия (роман)) |
| 190 | Костянтин Федін                       | - Міста та роки (ru:Города и годы) |
| 191 | Ліон Фейхтванґер                      | - Успіх |
| 192 | Вільям Фолкнер                        | - Світло в серпні - Особняк (en:The Mansion (novel)) |
| 193 | Анатоль Франс                         | - Злочин Сільвестра Бонара - Острів пінгвінів - Боги жадають (fr:Les dieux ont soif) |
| 194 | Революційний епос                     | - Дмитро Фурманов. Чапаєв (ru:Чапаев (роман)) - Олександр Серафимович. Залізний потік (ru:Железный поток (роман)) - Микола Островський. Як гартувалась сталь (ru:Как закалялась сталь) |
| 195 | Ернест Хемінгуей                      | - Оповідання - Прощавай, зброє! - П'ята колона (англ. The Fifth Column) - Старий і море |
| 196 | Карел Чапек                           | - Війна з саламандрами - Мати (cs:Matka (divadelní hra)) - Оповідання - Гуморески |
| 197 | Шолом-Алейхем                         | - Тев'є-молочар - Повісті та оповідання |
| 198 | Михайло Шолохов                       | - Тихий Дон (книги 1-2) |
| 199 | Михайло Шолохов                       | - Тихий Дон (книги 3-4) |
| 200 | Бернард Шоу                           | - Професія місіс Воррен - Кандіда (en:Candida (play)) - Учень диявола - Цезар і Клеопатра - Пігмаліон - Будинок, де розбиваються серця - Свята Йоанна (en:Saint Joan (play)) - Візок з яблуками (en:The Apple Cart) - Шекс проти Шева (en:Shakes versus Shav) |